# Toyota Corolla
Toyota Corolla – samochód osobowy segmentu B, a następnie segmentu C, produkowany pod japońską marką Toyota od roku 1966. W 1974 roku po raz pierwszy model został bestsellerem roku. W 1997 Corolla wyprzedziła model Typ 1 Volkswagena (Garbus) w rankingu na najlepiej sprzedających się modeli w historii. W lipcu 2013 roku Corolla przekroczyła 40 milionów sprzedanych egzemplarzy. W latach 2004–2016 jest nieprzerwanie najlepiej sprzedającym się samochodem roku. W pierwszym kwartale 2018 roku model był również najpopularniejszym kompaktowym sedanem w Polsce. Najlepszym rokiem dla Corolli był 2015, kiedy kupiono 1,35 mln egzemplarzy. Oznaczeniem kodowym dla Corolli jest „E”.
Od 2018 roku produkowana jest dwunasta generacja.
W 2019 roku, po 13 latach przerwy, Toyota wróciła do oferowania swojego kompaktowego hatchbacka w Europie pod nazwą Corolla przy okazji prezentacji dwunastej generacji. Oznacza to, że nazwa Auris została trwale wycofana z użycia.

## Pierwsza generacja
Toyota Corolla I od samego początku produkowana była w Japonii. Jej głównym konkurentem był Datsun 1000.

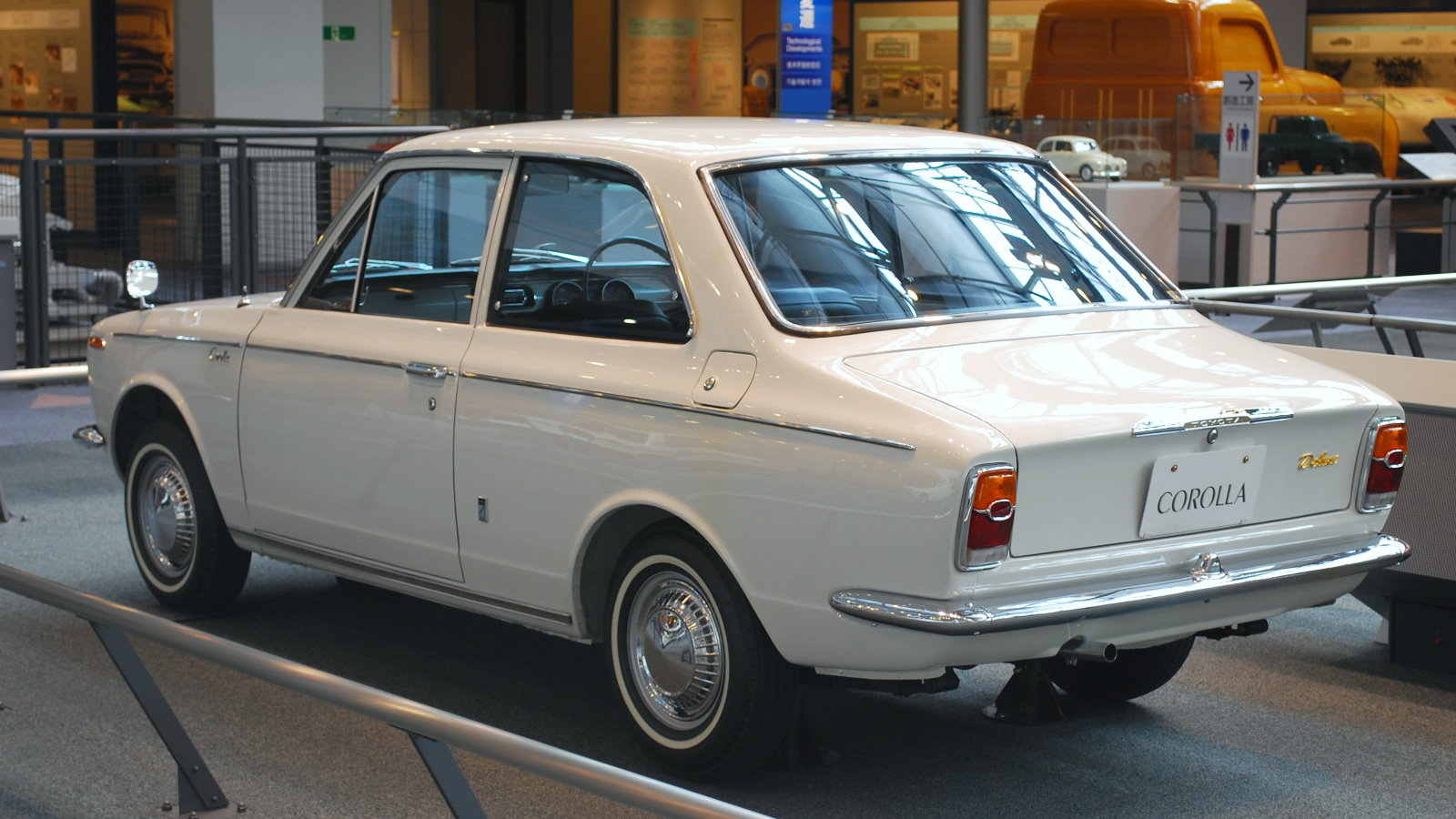
sedan z 1966

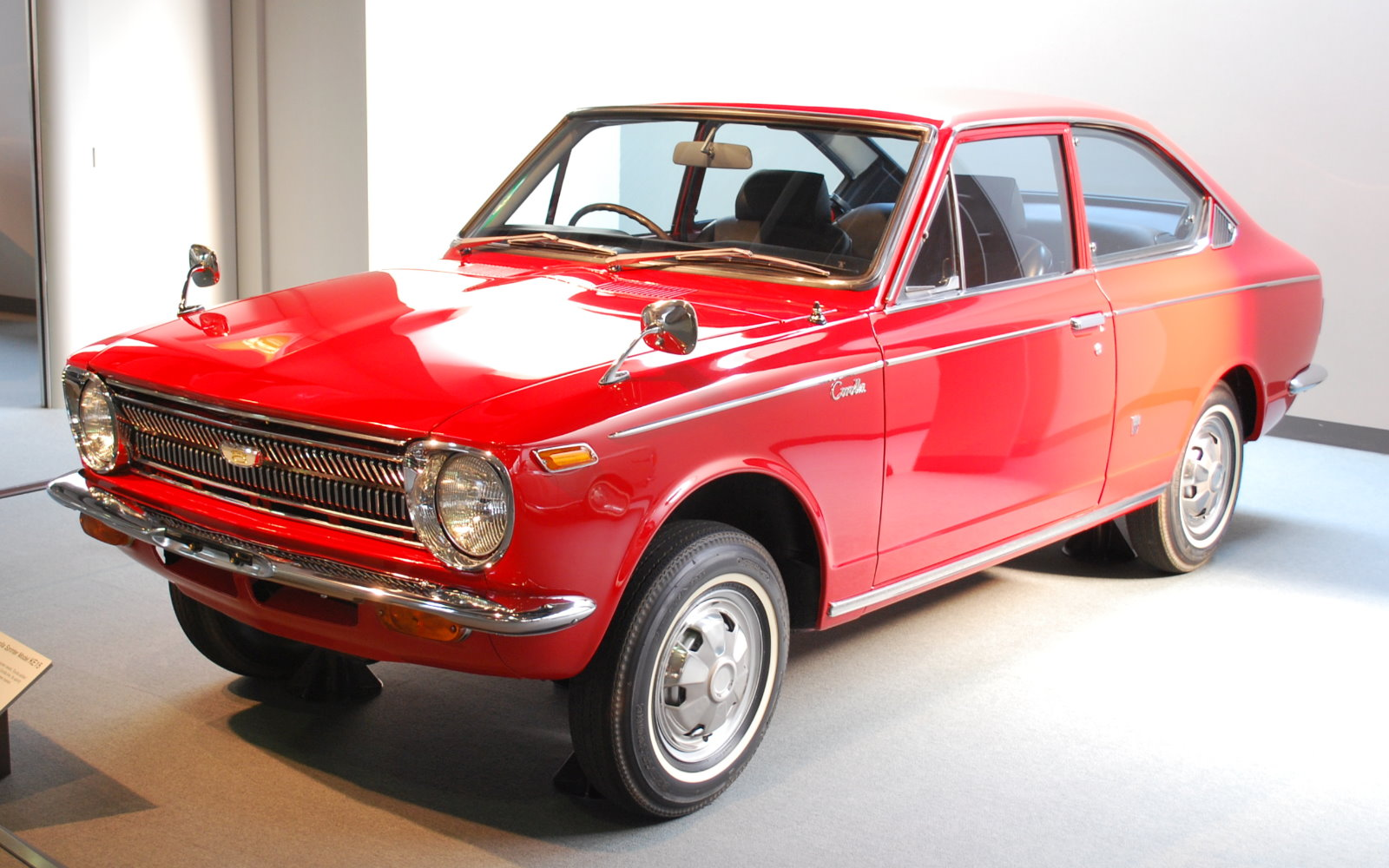
Corolla Sprinter 1968

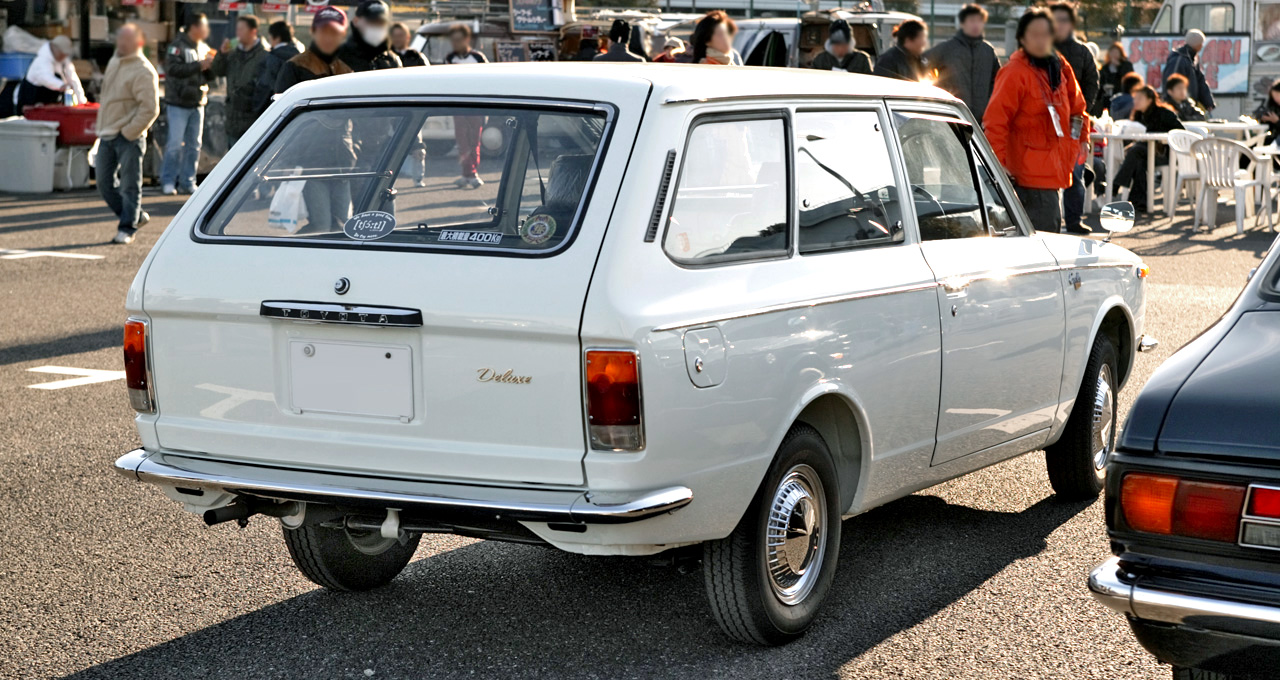
Corolla Wagon E10

Toyota rozpoczęła projektowanie Corolli na początku lat 60. Japońskie społeczeństwo stawało się coraz bogatsze i potrzebny był popularny model, większy od Toyoty Publica z silnikiem 0,8 l. Szefem zespołu projektantów był inżynier Tatsuo Hasegawa. Samochód otrzymał zawieszenie MacPhersona i 4-stopniową skrzynię biegów, a drążek zmiany biegów zamontowano nie przy kierownicy, lecz na podłodze. Samochód miał 2 rodzaje nadwozia: 2-drzwiowy sedan i 4-drzwiowy sedan.
Specjalnie z myślą o montażu Corolli Toyota zbudowała fabrykę w Takaoka, pierwszą, której prace kontrolował komputer. Nowa fabryka Kamigo produkowała silniki do Corolli.
W maju 1967 roku zadebiutowała wersja kombi, a miesięczna sprzedaż przekroczyła 10 tys. egzemplarzy. W 1968 roku sprzedaż wyniosła ponad 167 tys. aut i rozbudowano fabrykę w Takaoka, w rok później sprzedano 248 tys. aut. W październiku 1968 miesięczna produkcja przekroczyła 100 tys. egzemplarzy. W ten sposób powstała masowa motoryzacja w Japonii.
W 1968 roku rozpoczęła się sprzedaż Corolli w USA. Samochód został wyposażony w tarczowe hamulce i silnik 1,2 l o mocy 68 KM. Dzięki Corolli w 1969 roku Toyota była drugą pod względem popularności marką importowaną do USA.

### Silniki
- 1.1 60KM
- 1.1 73KM
- 1.2 65KM
- 1.2 78KM

## Druga generacja
Toyota Corolla II stała się drugim najlepiej sprzedającym się samochodem 1970 roku na świecie. W 1973 roku auto przeszło niewielkie zmiany stylistyczne.

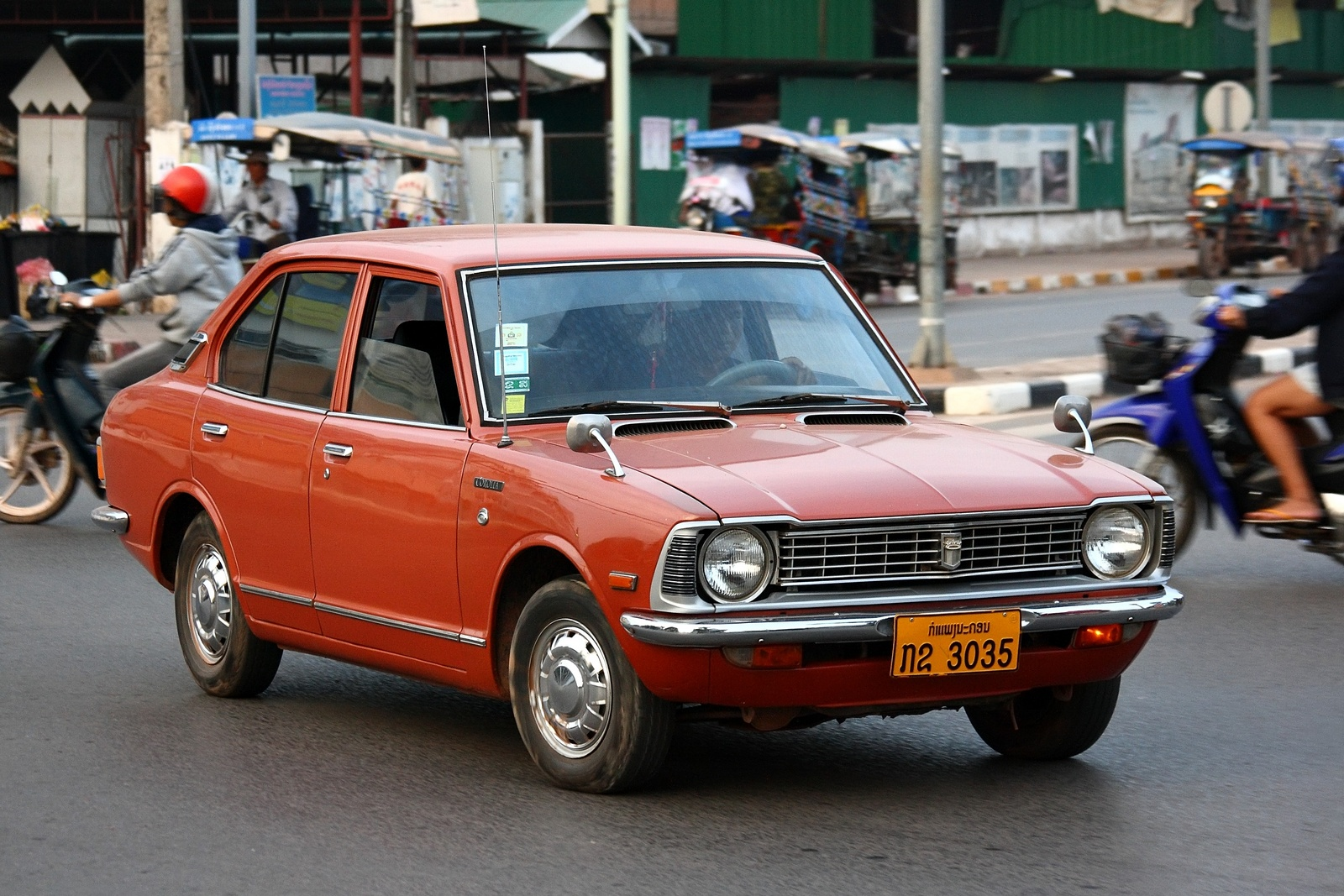
Corolla sedan E20 (Laos)

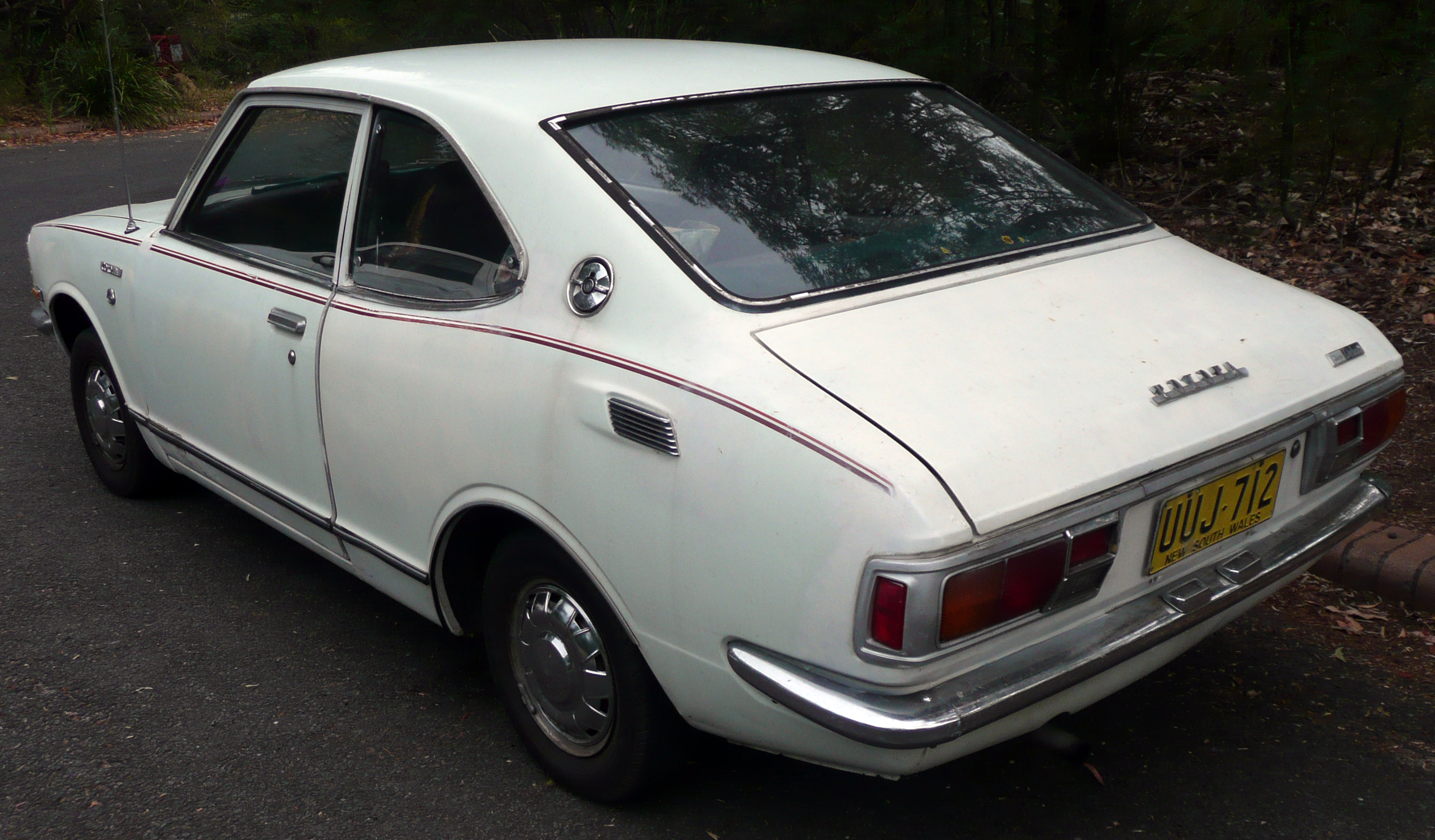
1972–1974 Corolla (KE25) Deluxe coupe (Australia)

### Silniki
- 1.2 55 KM
- 1.2 73 KM
- 1.2 77 KM
- 1.4 86 KM
- 1.4 90 KM
- 1.6 75 KM
- 1.6 102 KM
- 1.6 115 KM

## Trzecia generacja
Toyota Corolla III była produkowany od sierpnia 1974 do sierpnia 1979 roku.

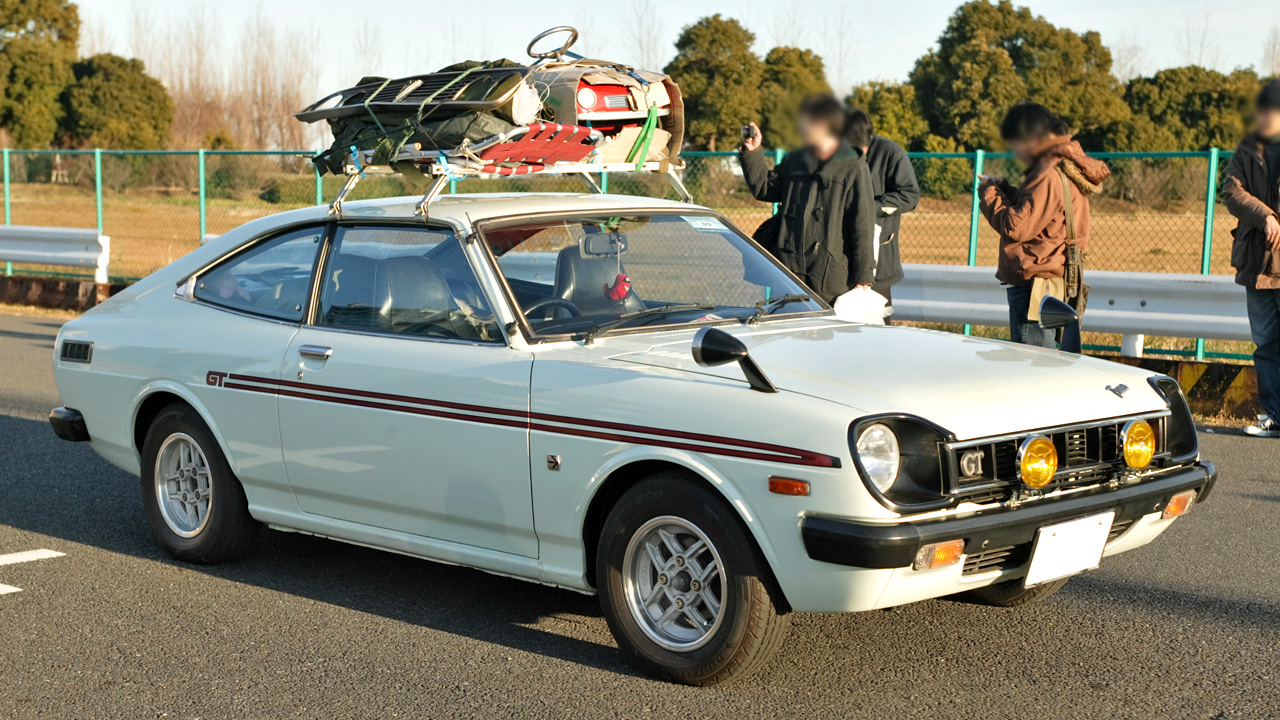
Sprinter E40 (Japan)

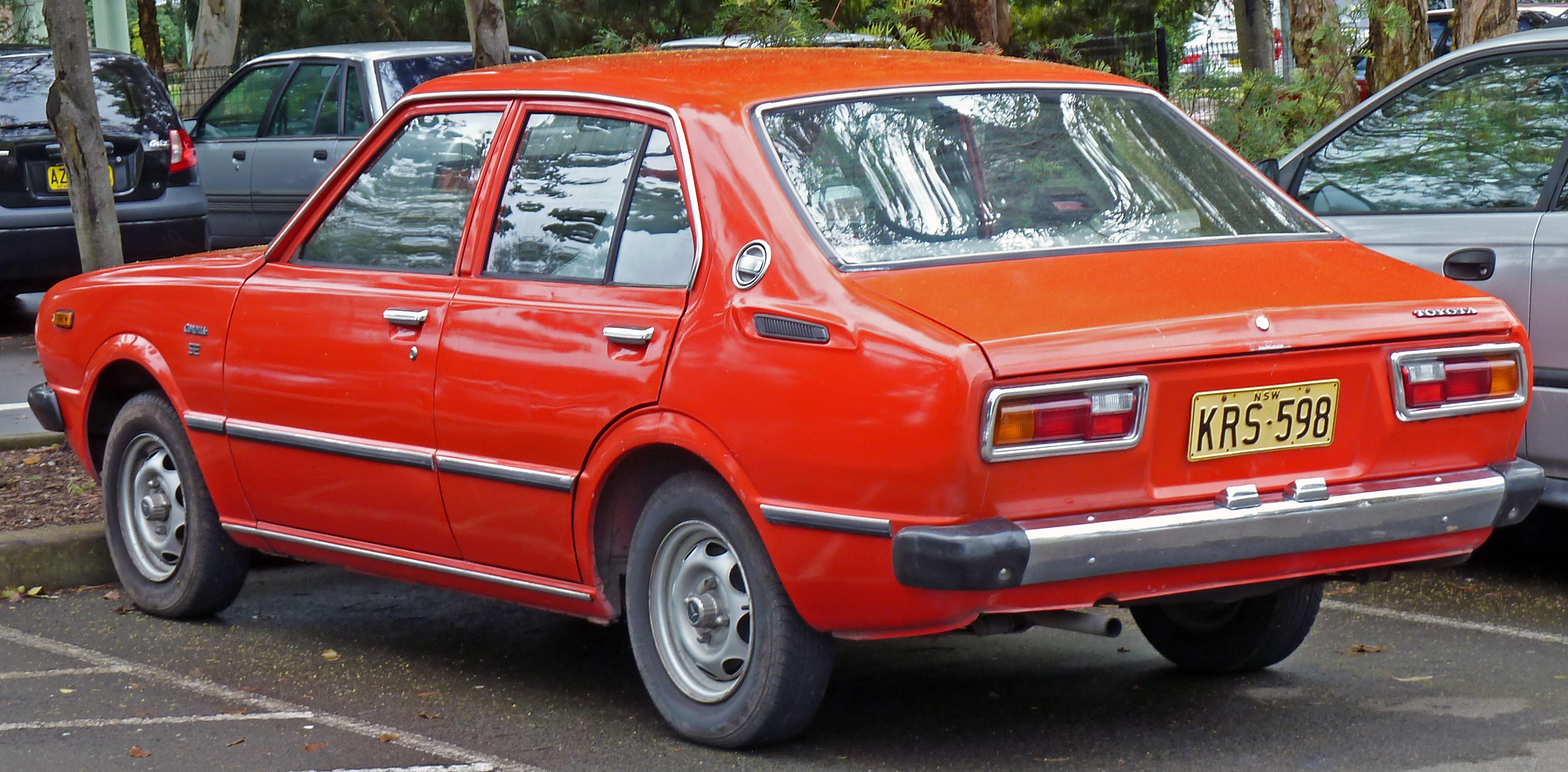
1978-1980 Toyota Corolla (KE55R) SE sedan

### Silniki
- 1.2 55 KM
- 1.4 75 KM
- 1.6 124 KM

## Czwarta generacja
W czasie produkcji Corolla IV doczekała się kilku modernizacji.

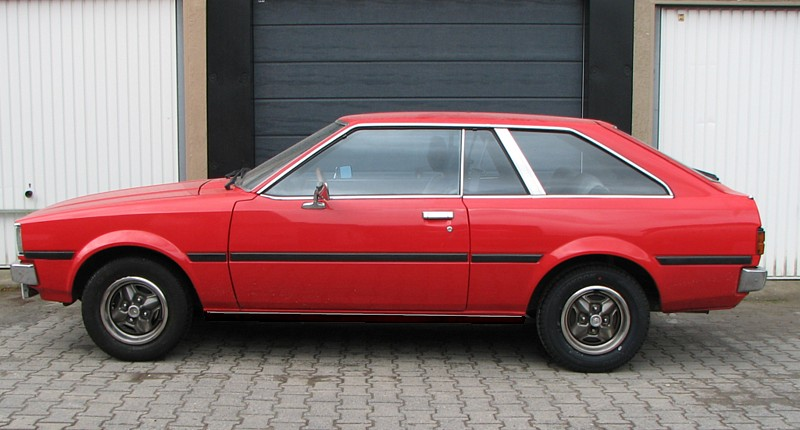
Corolla liftback

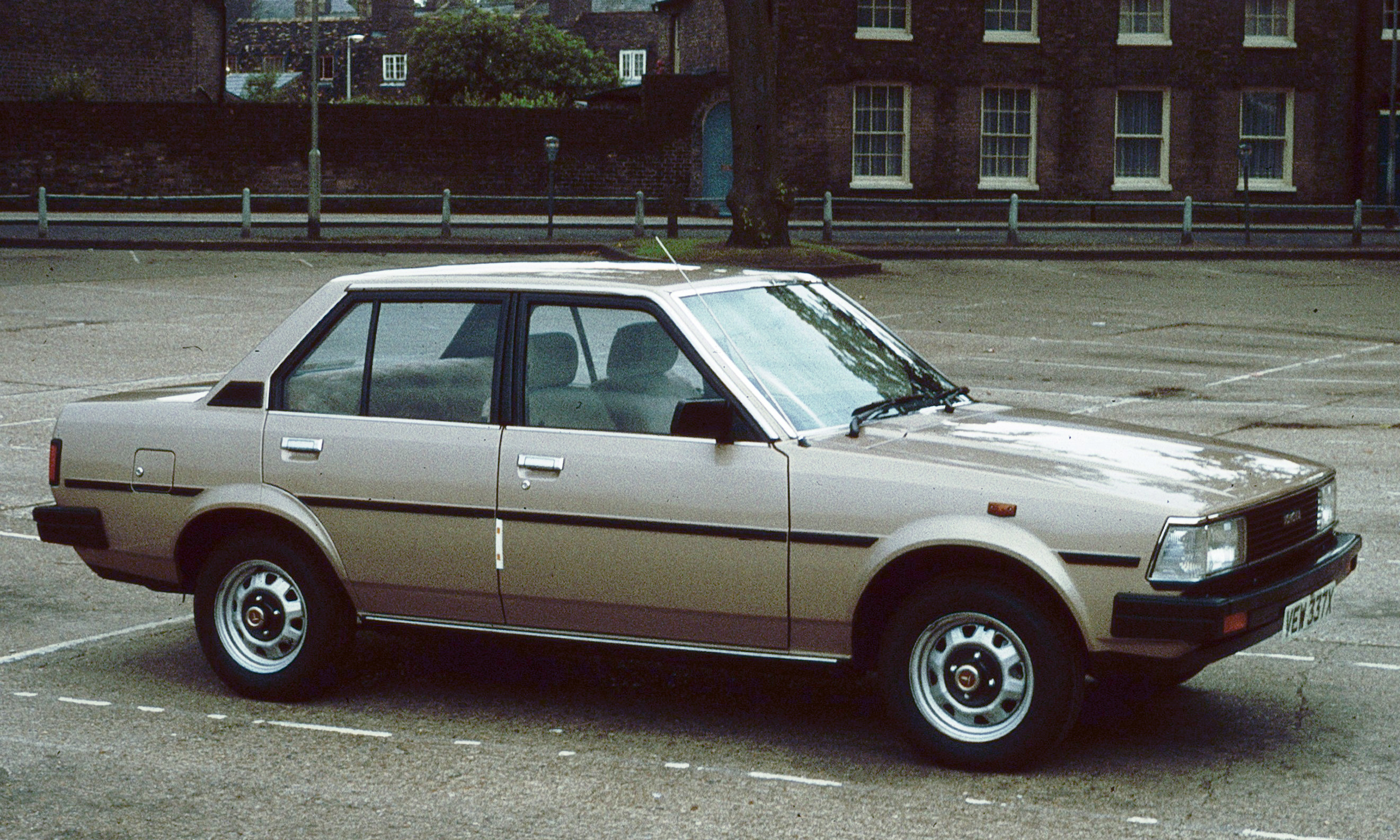
Corolla sedan po 1981 roku

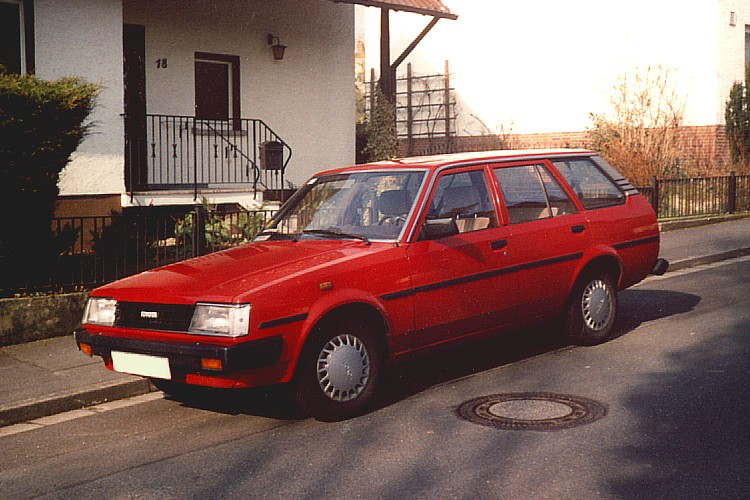
Corolla kombi KE70 (1981-83)

### Silniki
- 1.3 60 KM (1979-1983)
- 1.3 65 KM (1982-1983)
- 1.6 115 KM (1979-1983)
- 1.6 75 KM (1982-1983)
- 1.6 90 KM (1979-1983)
- 1.8 D 58 KM (1983-1983)

## Piąta generacja

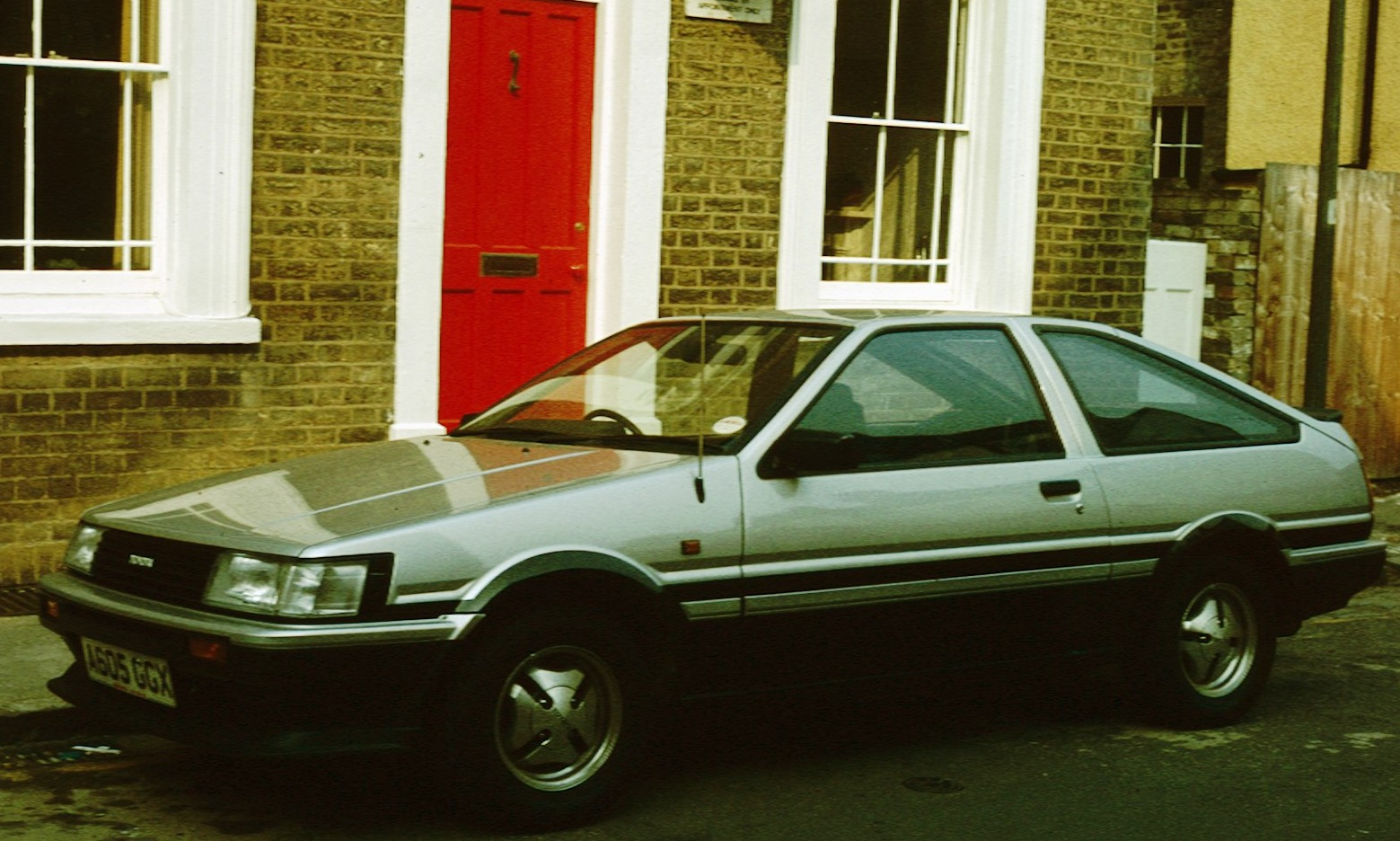
Corolla GT AE86

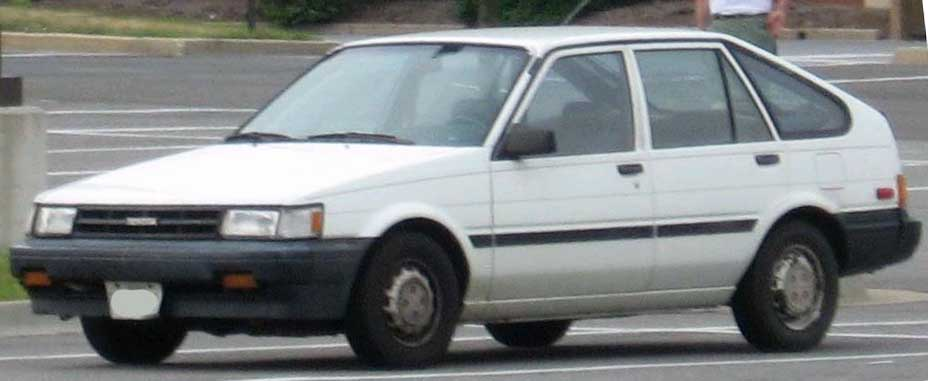
Corolla liftback

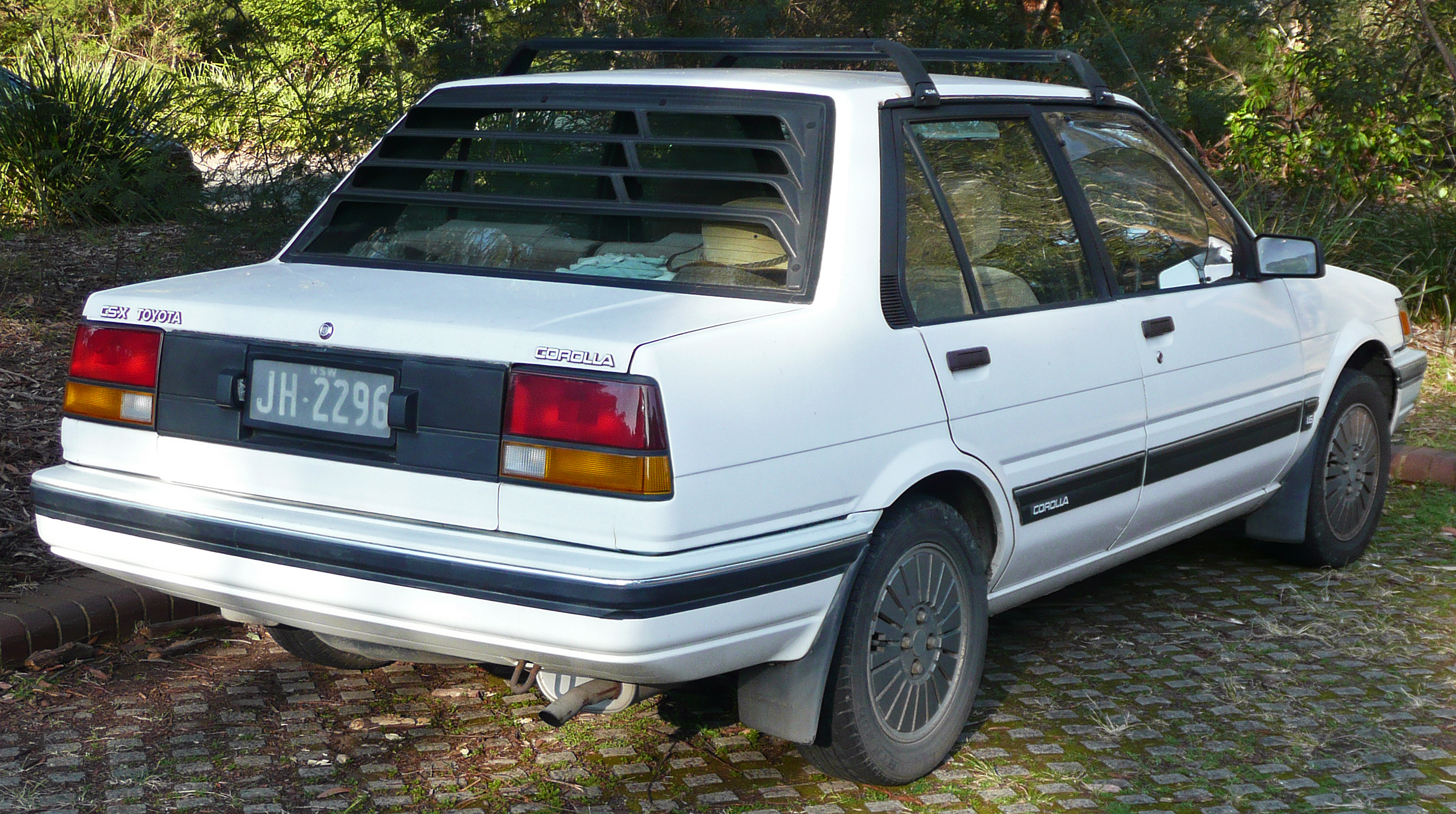
1986-1989 Toyota Corolla (AE82) CSX sedan

### Silniki
- 1.3 69 KM
- 1.3 75 KM
- 1.5 83 KM
- 1.6 84 KM
- 1.6 90 KM
- 1.6 16V 112 KM
- 1.6 16V 121 KM
- 1.6 16V 130 KM
- 1.8 58 KM

## Szósta generacja

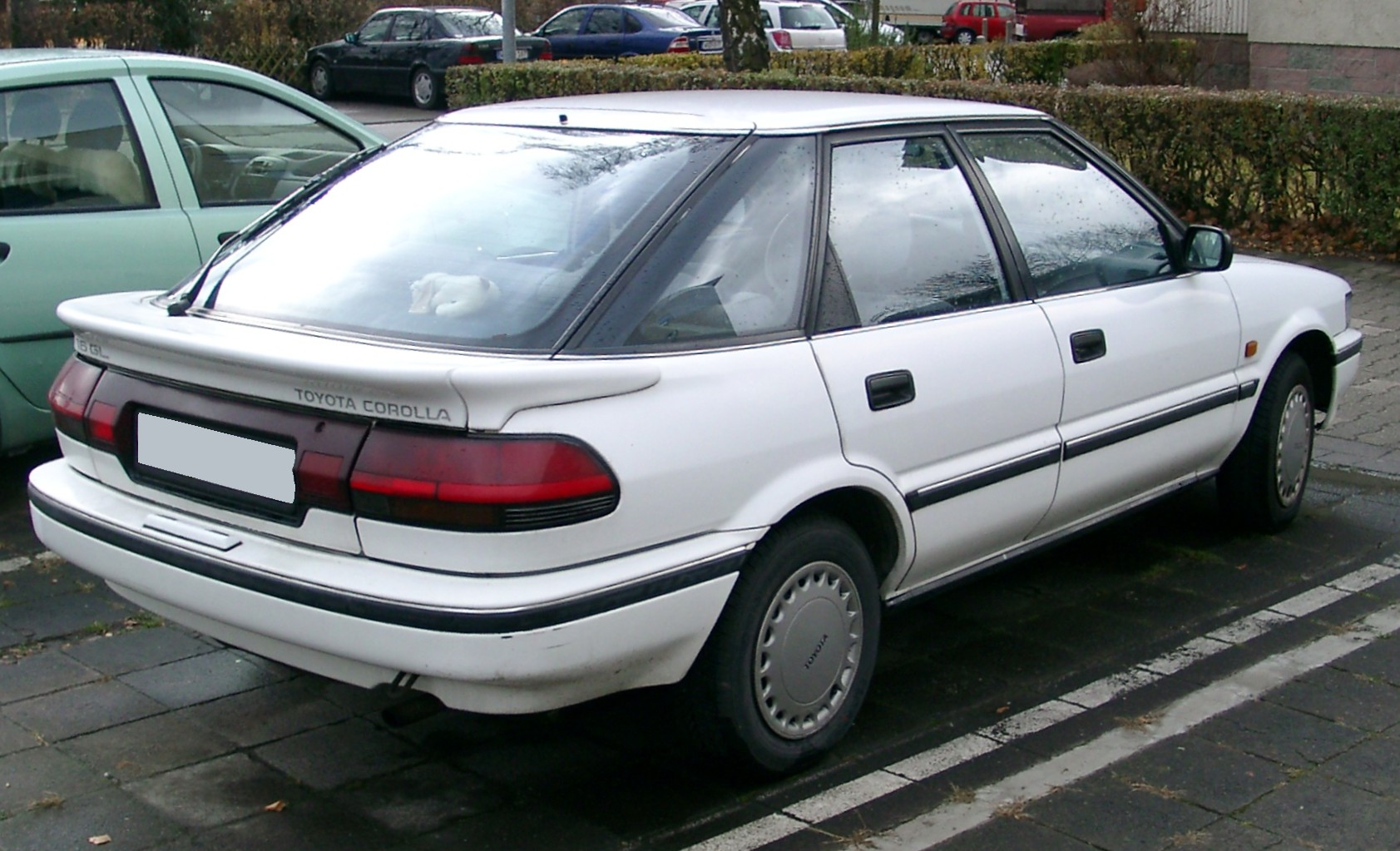
liftback

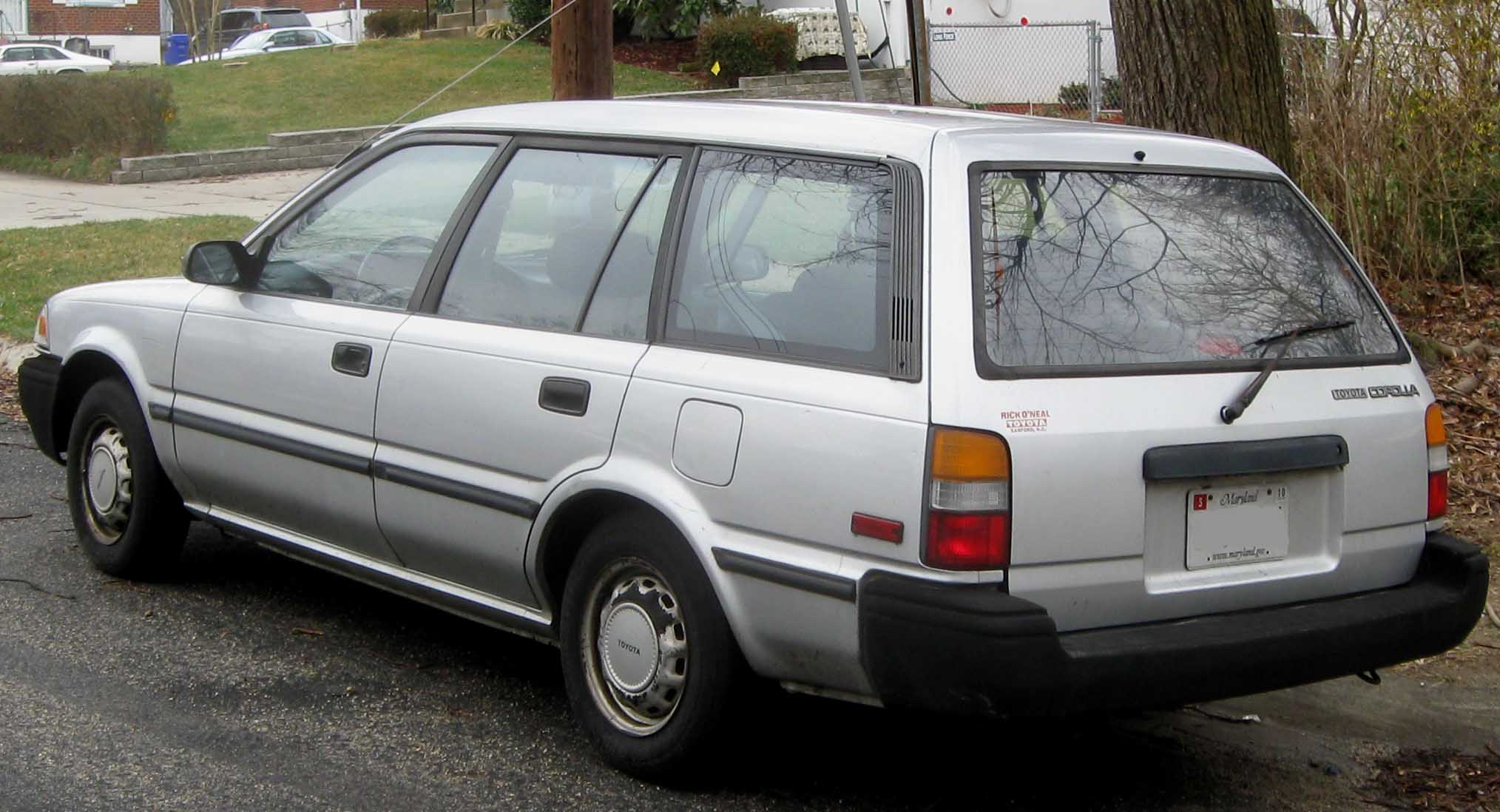
kombi z większym zderzakiem, wersja USA

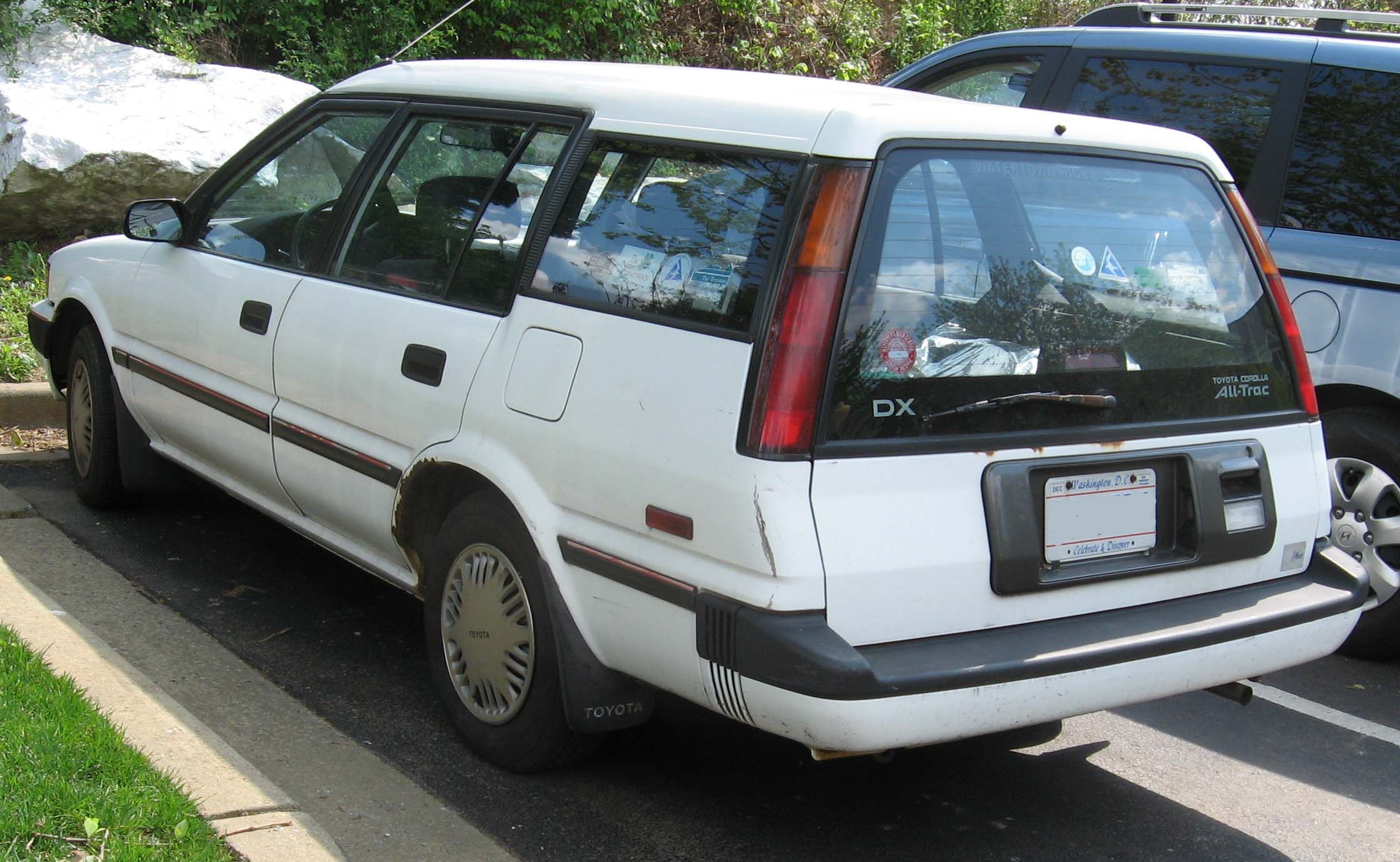
Corolla Tercel 4x4

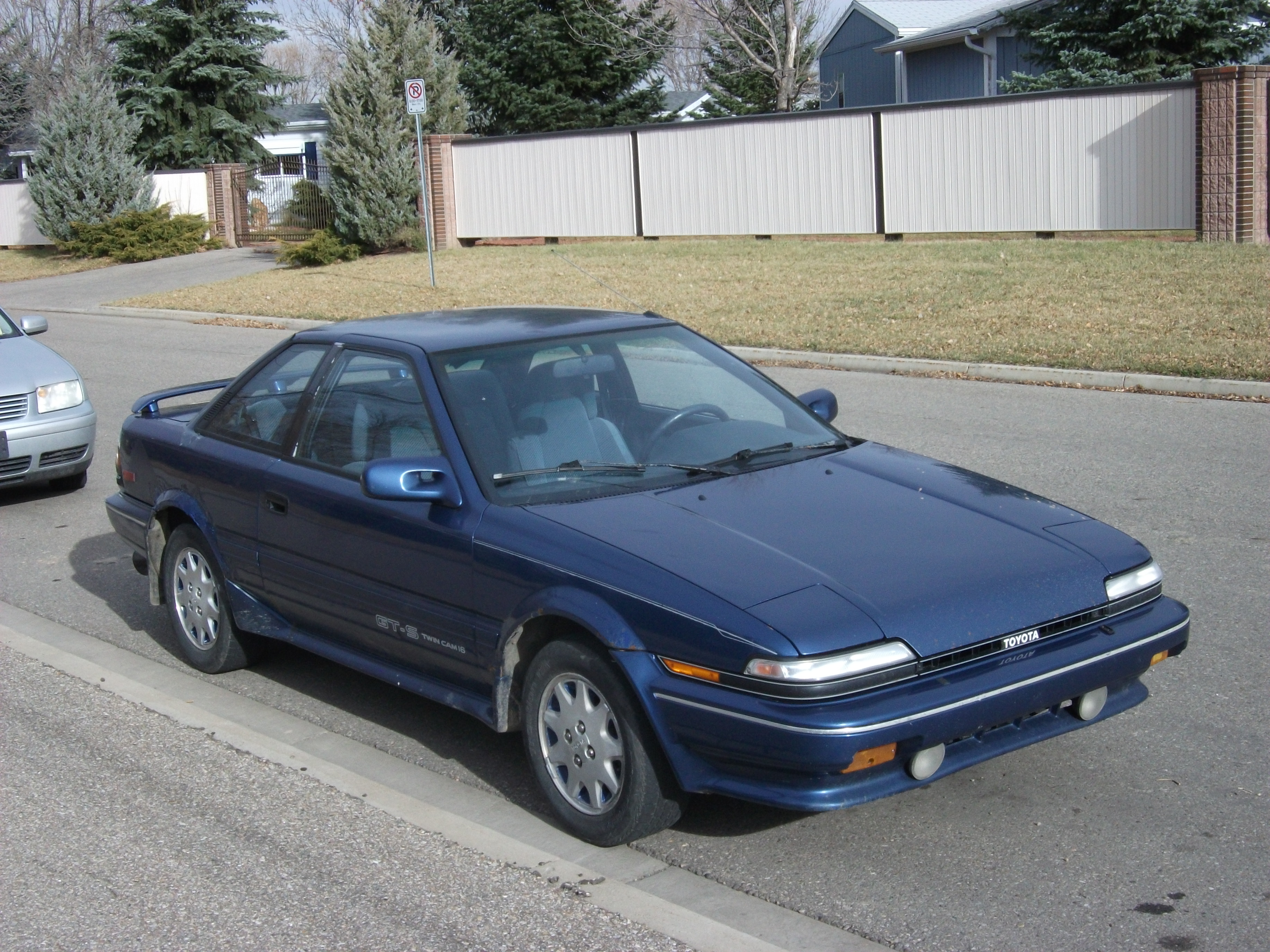
Corolla GT-S Coupe

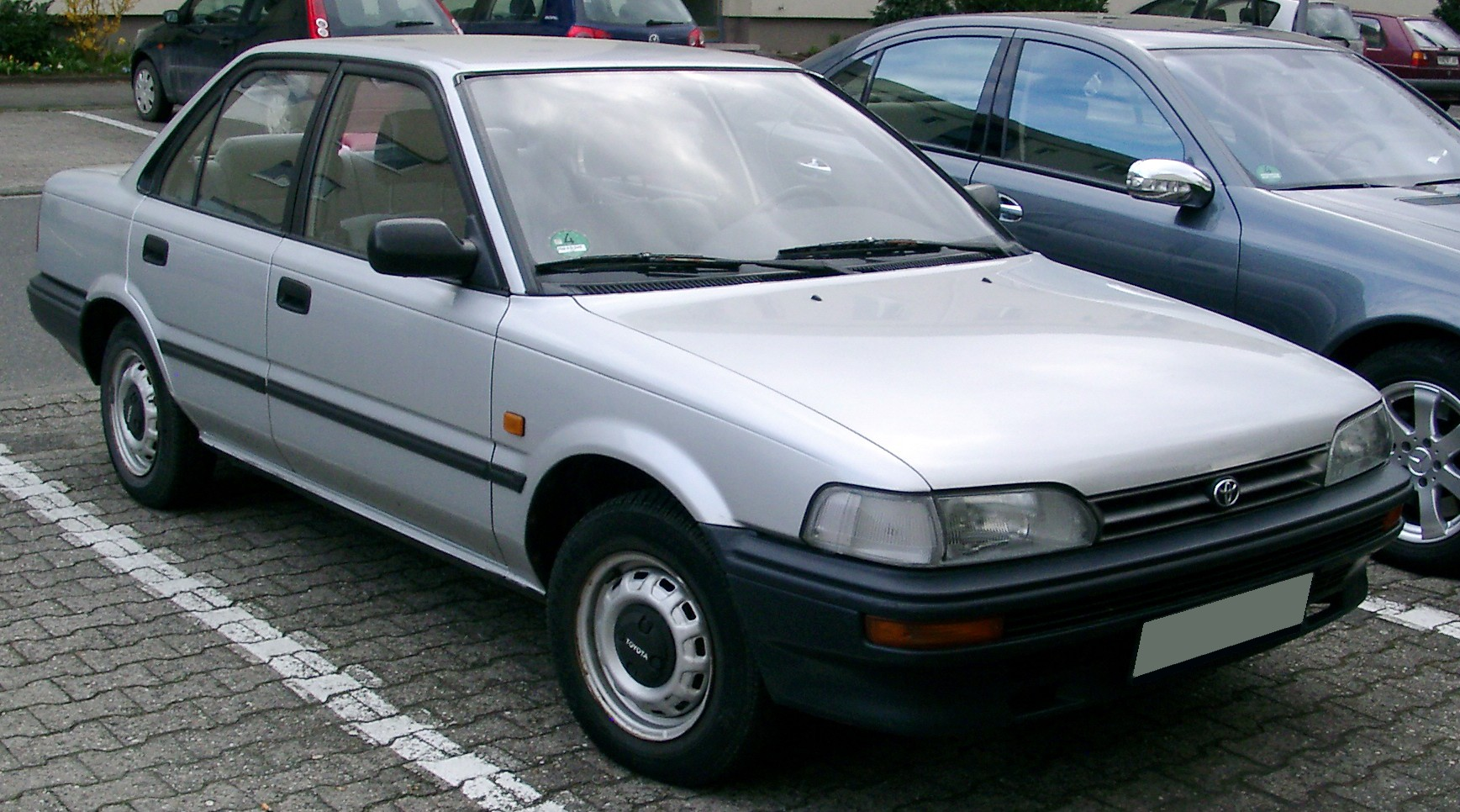
Corolla sedan (EU)

### Wersje wyposażeniowe
- XL
- GL
- SE
- SE Limited
- Si
- GT
- GTI
- DX

### Silniki
Benzynowe
- 1.3 12V 75 KM
- 1.6 16V 95 KM
- 1.6 16V 105 KM
- 1.6 16V 115 KM
- 1.6 16V 135 KM

Diesla
- 1.8D 67 KM

## Siódma generacja

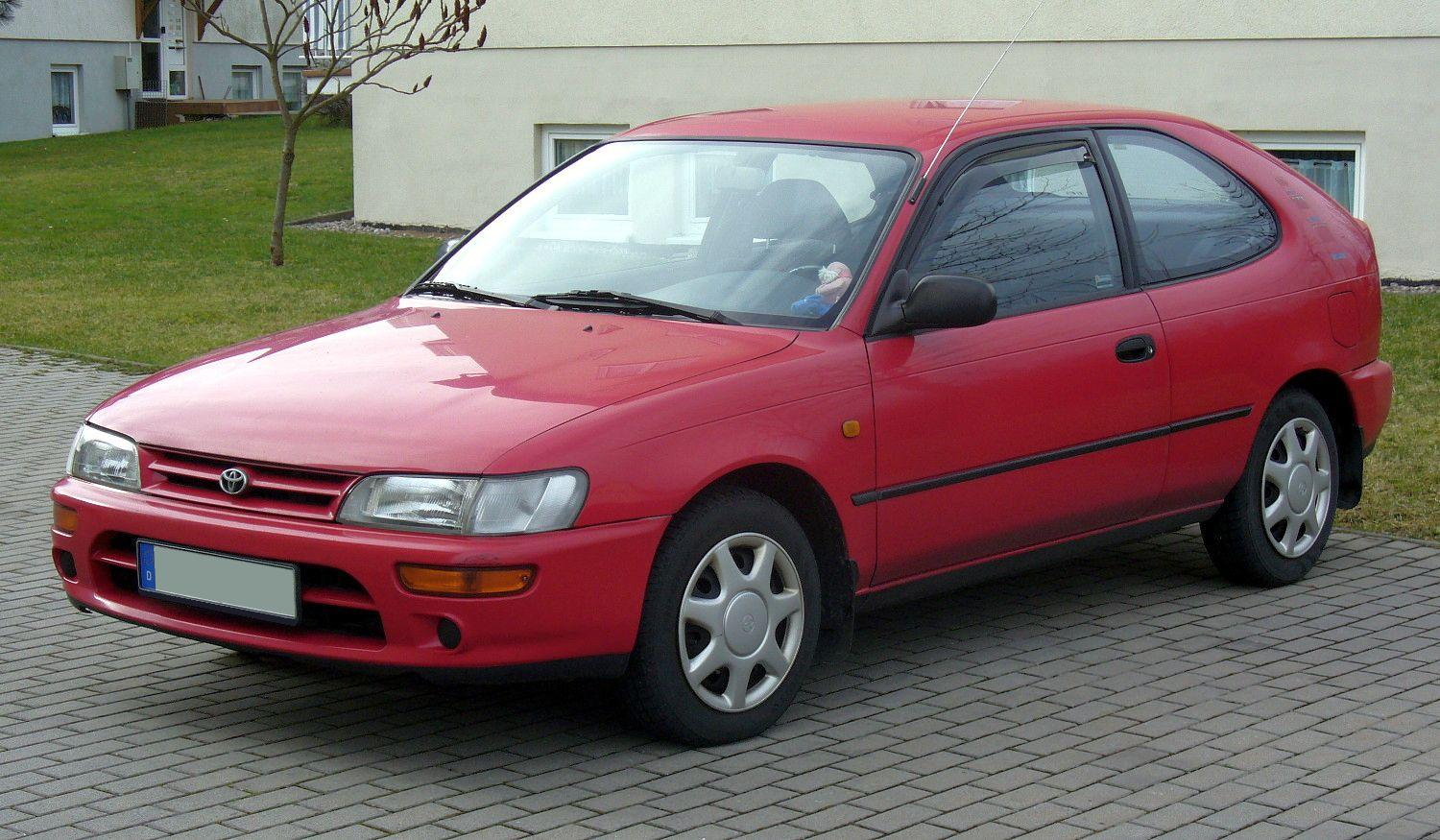
E100 3d, 1.6 Si

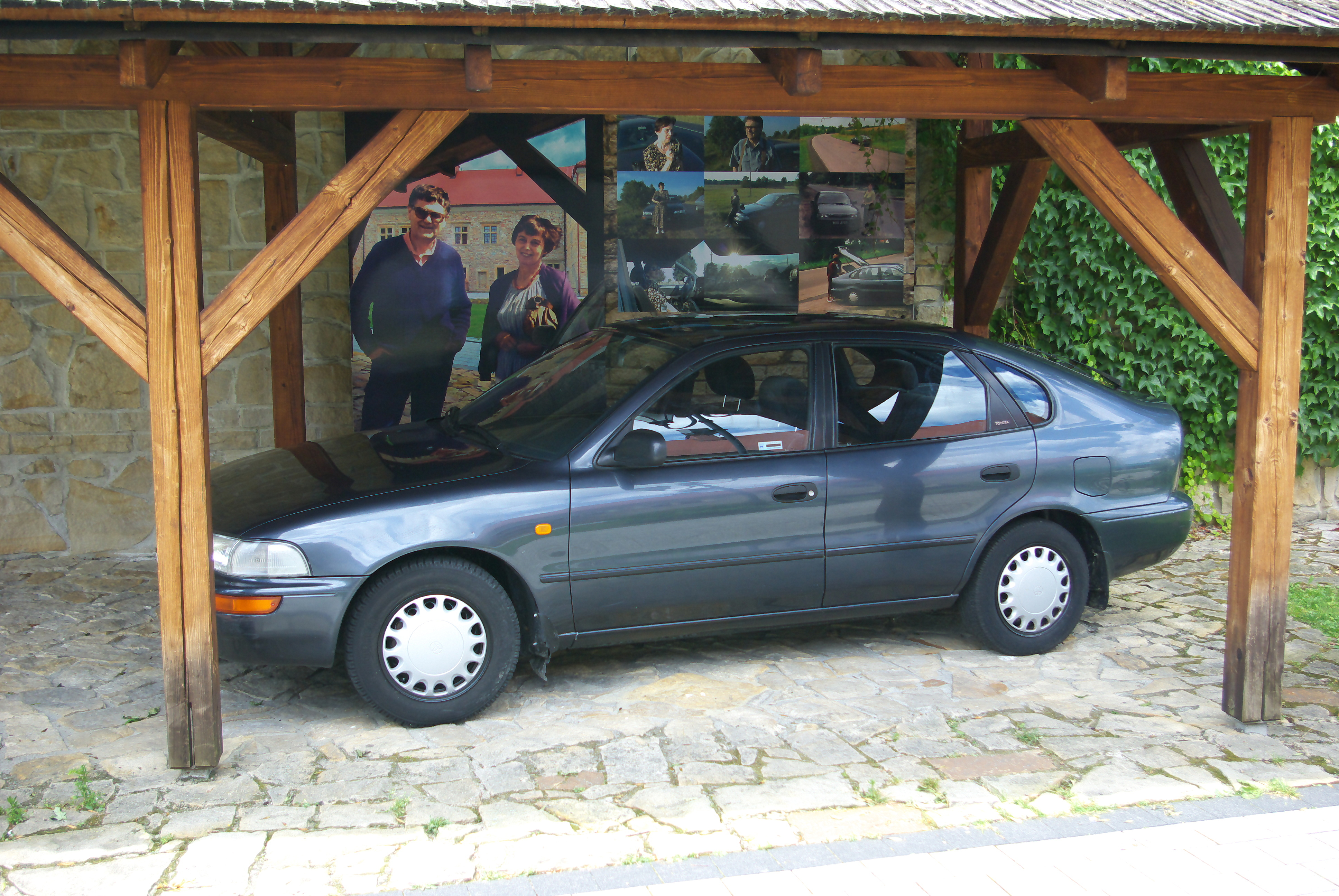
Toyota E100 należąca w przeszłości do Zdzisława Beksińskiego

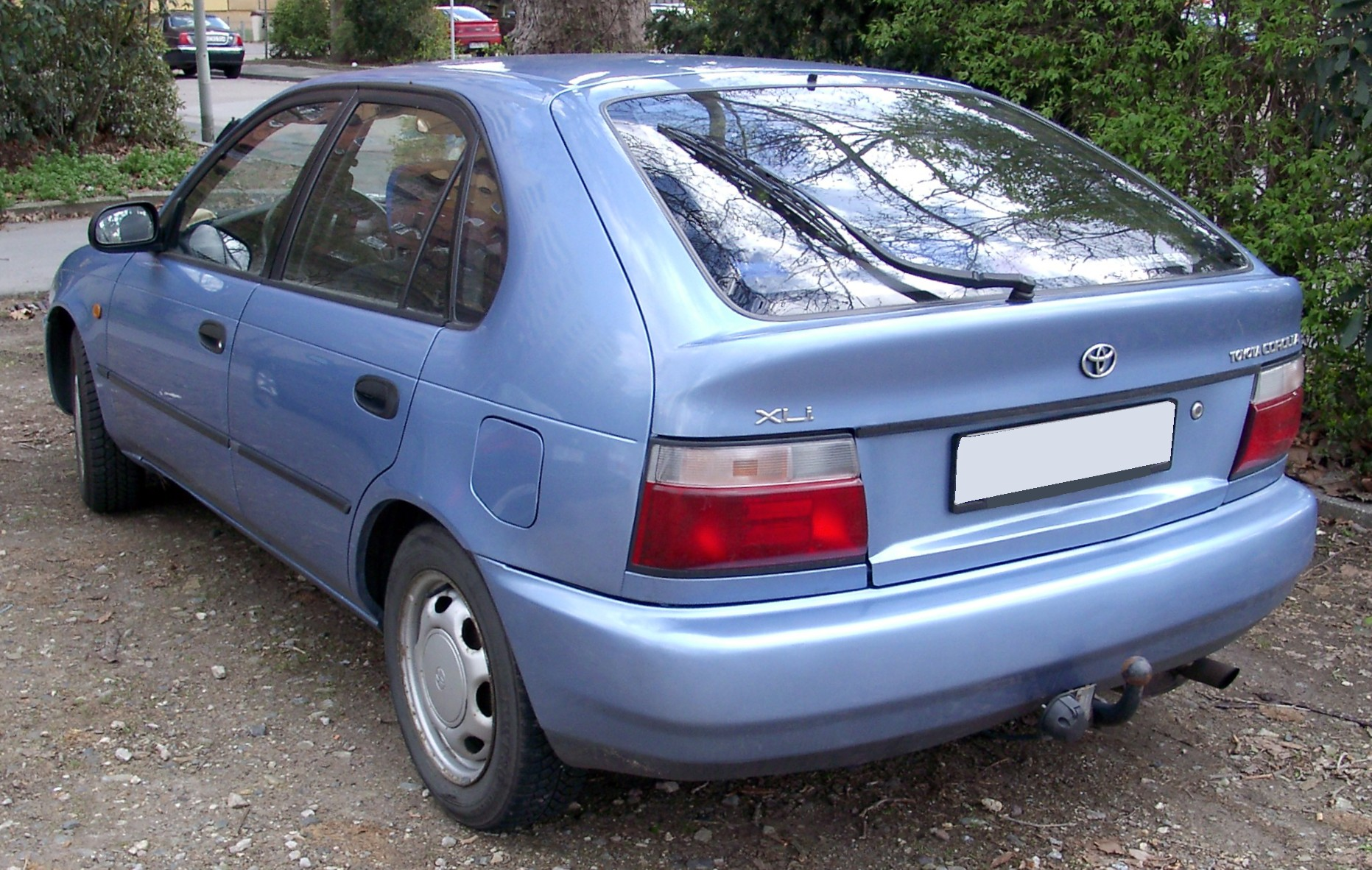

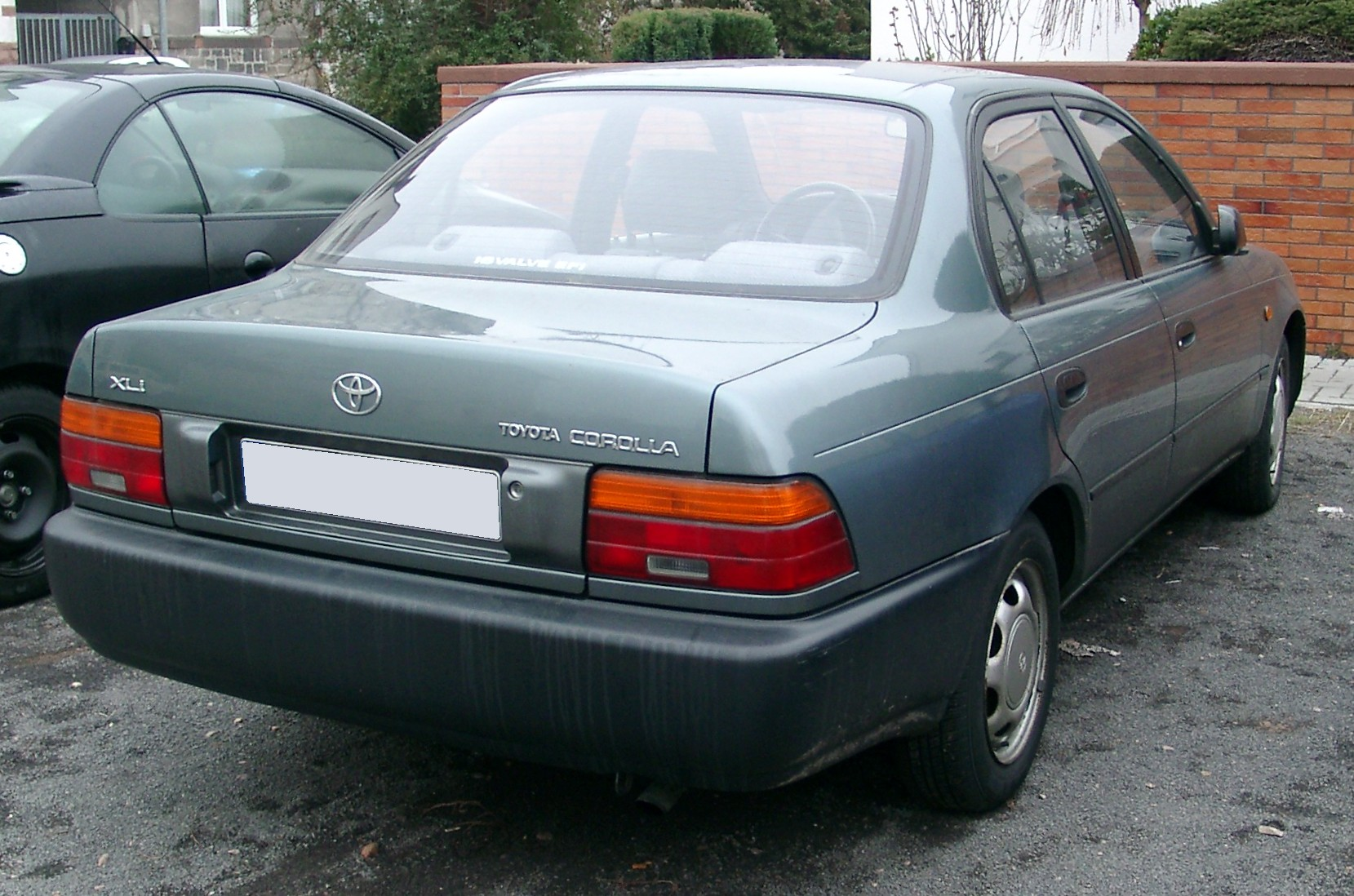

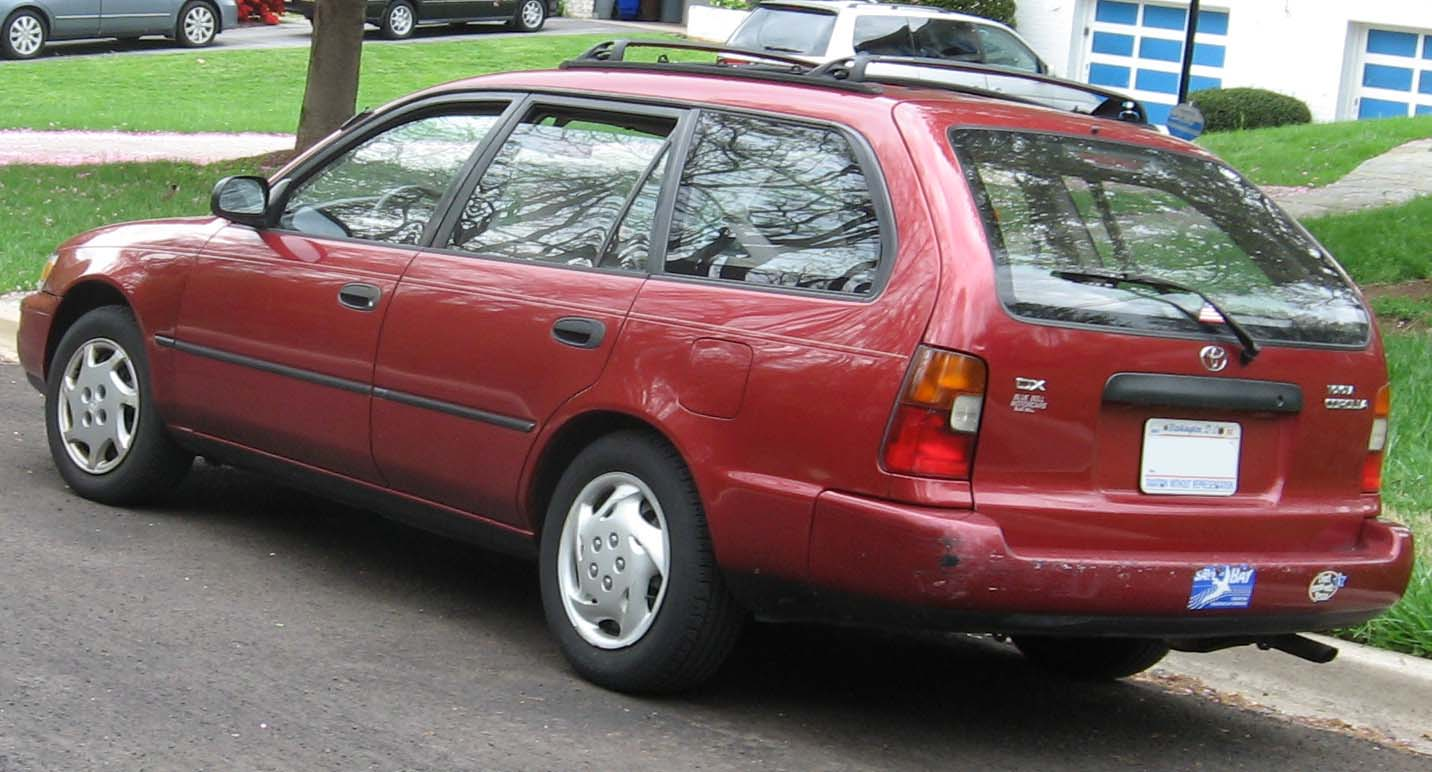
Corolla kombi 93-97

### Silniki
Benzynowe
- 2A – 1.0 12V 60 KM
- 2E – 1.3 12V 72 KM
- 4E-FE – 1.3 16V 75 KM EcoTronic
- 4E-FE – 1.3 16V 88 KM
- 4E-FE – 1.3 16V 100 KM (Japonia)
- 5E-FE – 1.5 16V 105 KM
- 5A-FE – 1.5 16V 105 KM
- 4A-FE – 1.6 16V 115 KM
- 4A-GE – 1.6 20V VVT 160 KM
- 4A-GZE – 1.6 16V 170 KM
- 7A-FE – 1.8 118 KM

Diesla
- 2C-III – 2.0D 72 KM
- 3C-E – 2.2D 78 KM

## Ósma generacja

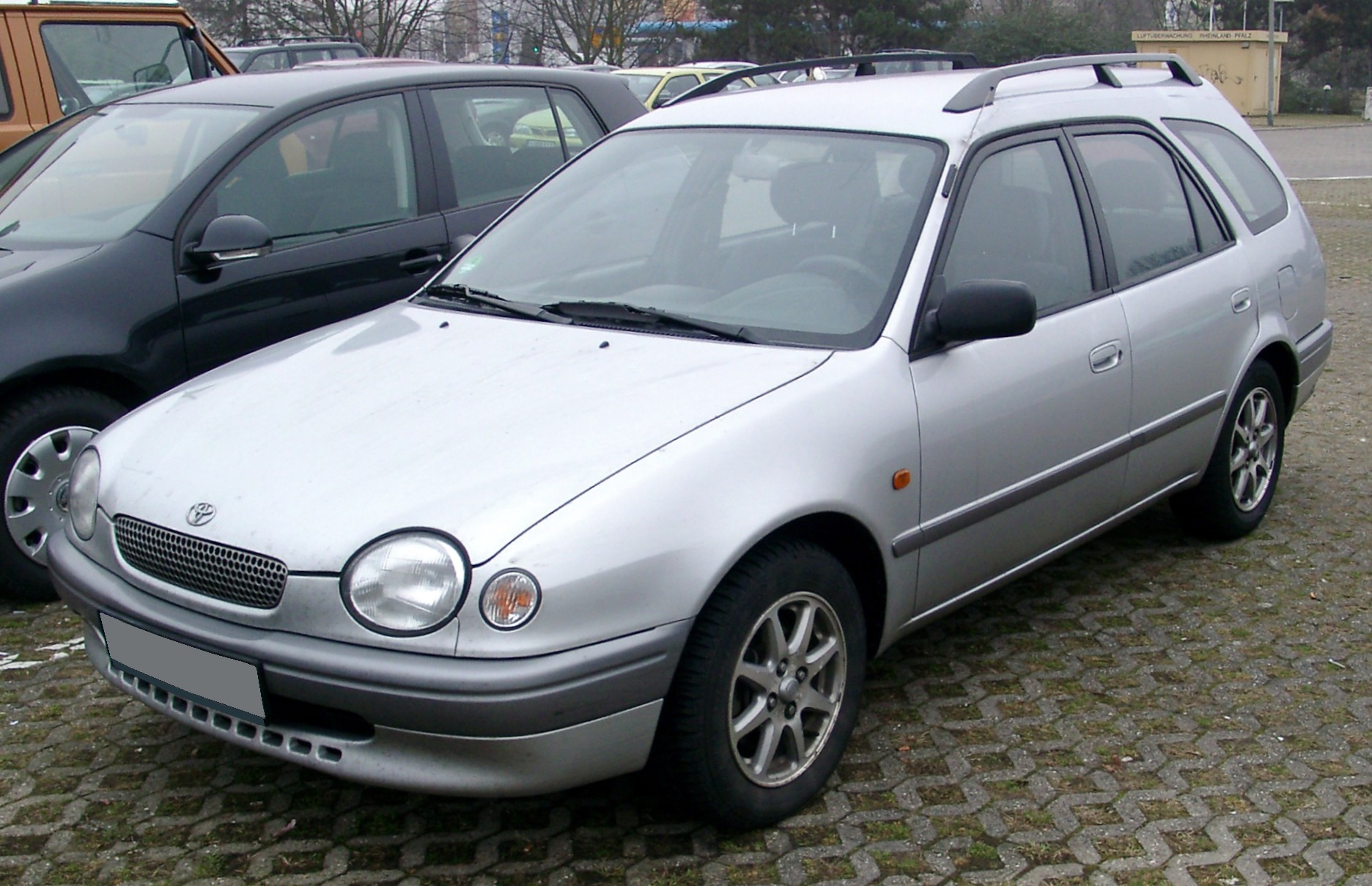
Wersja kombi przed faceliftingiem

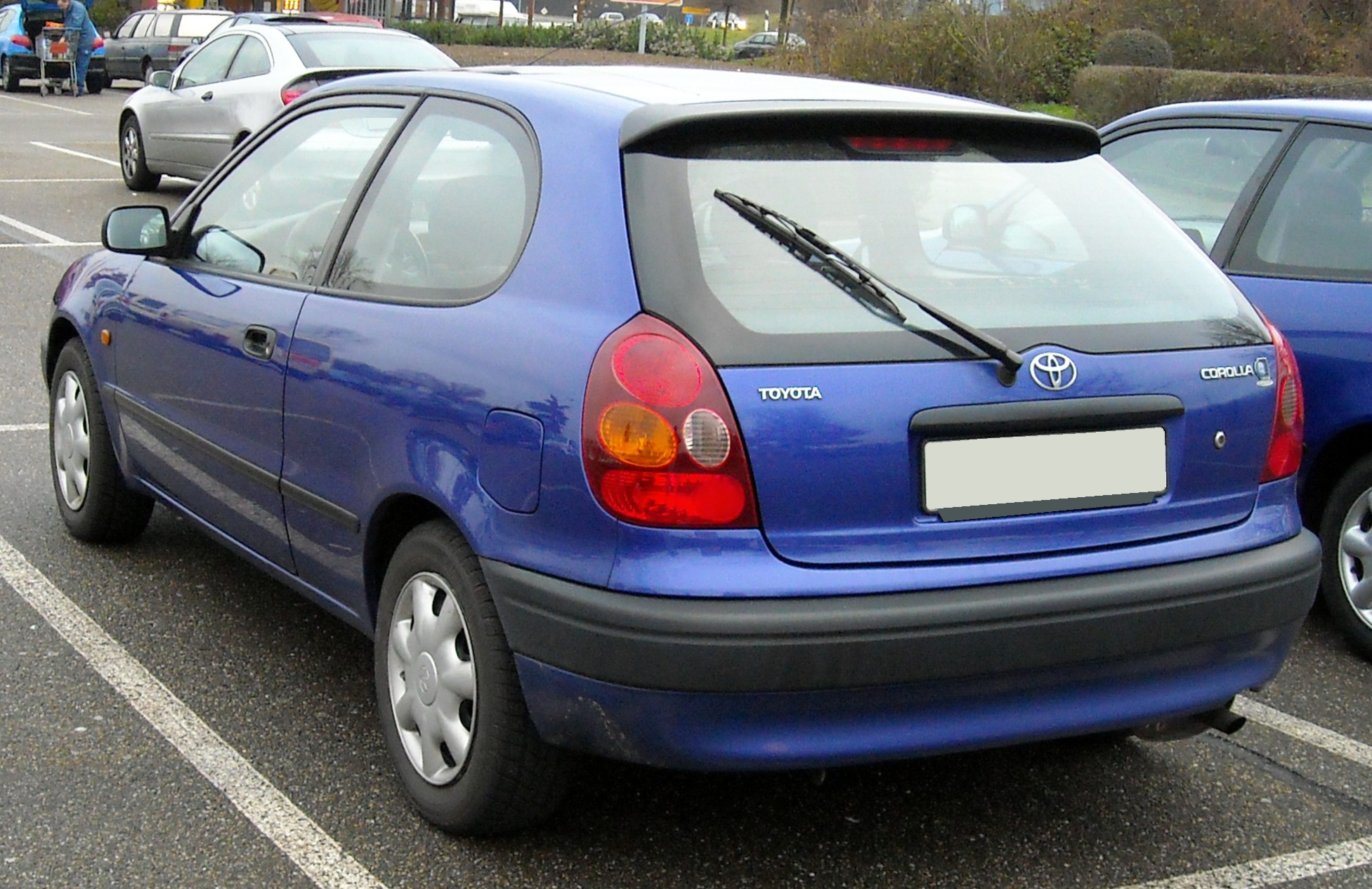
Wersja hatchback

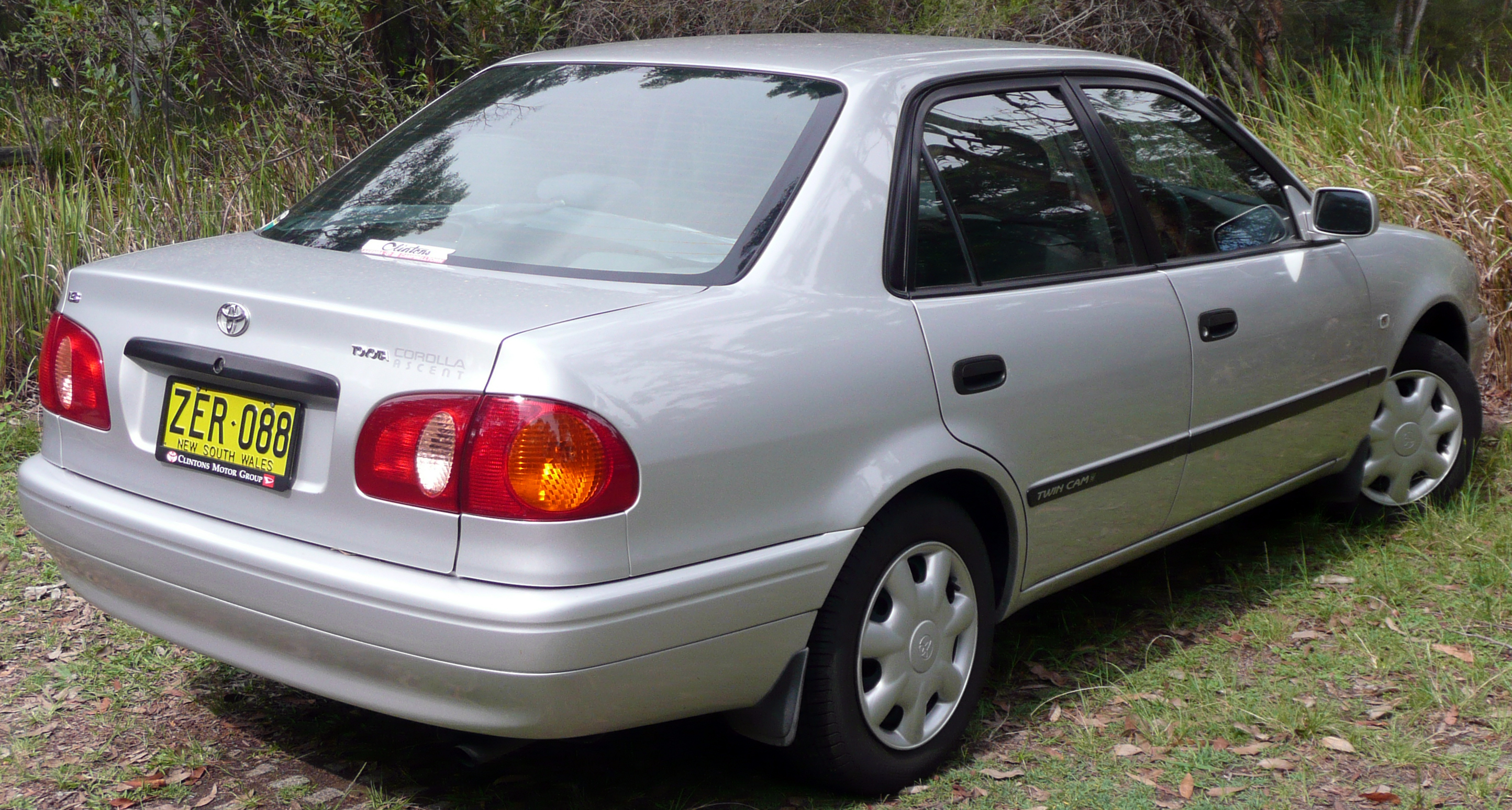
sedan z lat 2000–2001

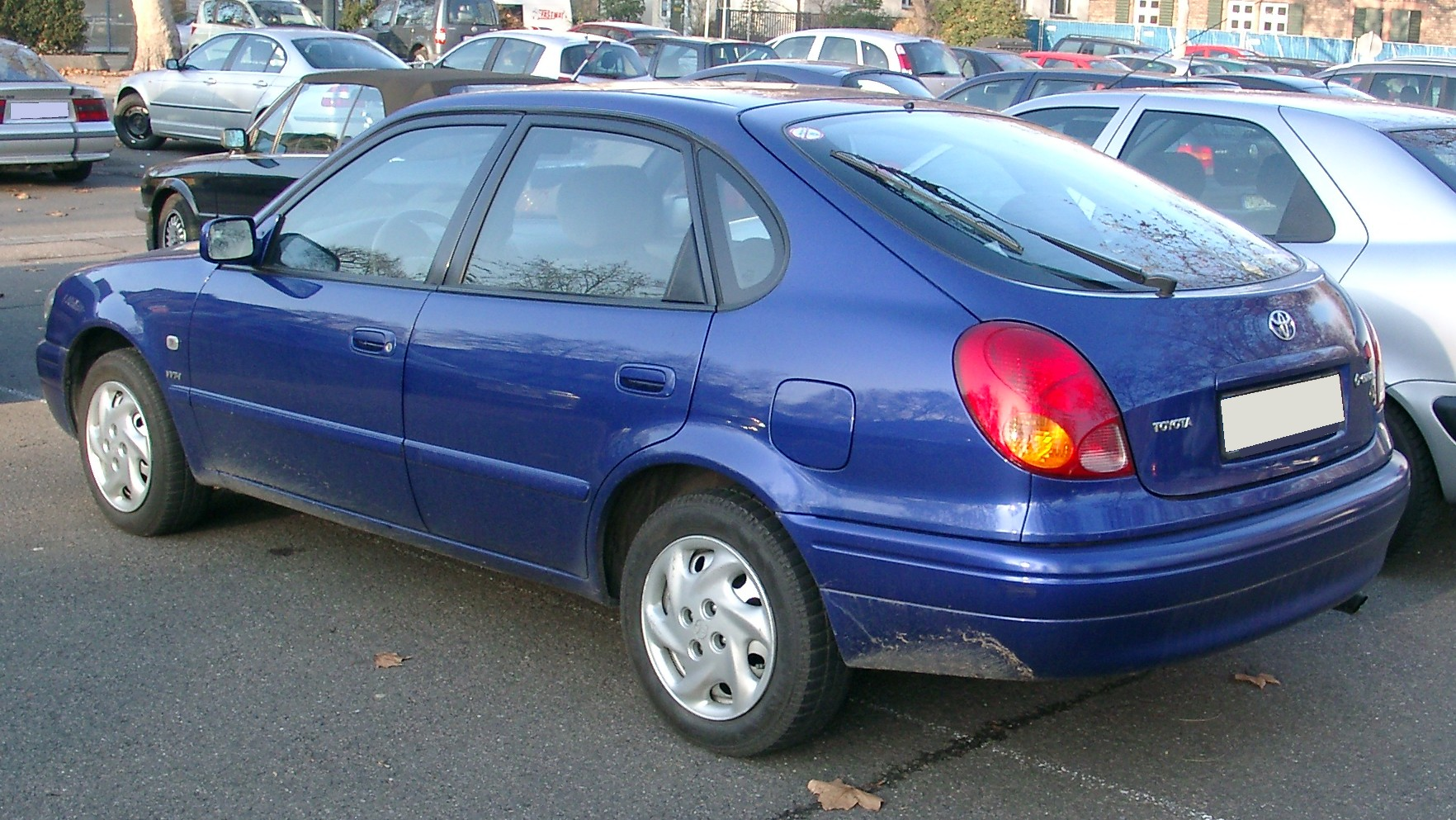
Liftback po faceliftingu w 2000 roku

### Początek produkcji
Ósma generacja Toyoty Corolli weszła do sprzedaży w 1997 roku. Z oferty zniknął pięciodrzwiowy hatchback, do wyboru pozostały trzydrzwiowy hatchback, pięciodrzwiowy liftback i kombi oraz czterodrzwiowy sedan. W odniesieniu do poprzedniej generacji nowa Corolla miała zupełnie inną stylistykę nadwozia. Nowa stylistyka Corolli wielu osobom nie przypadła do gustu (przednie, jak i tylne reflektory miały nawiązywać do oczu owada).

### Facelift
W listopadzie 1999 roku auto przeszło face lifting, co wyeliminowało odklejające się uszczelki reflektorów z przodu. Wersja ta ma gładkie klosze lamp i osobne reflektory świateł mijania i drogowych (zdjęcie po prawej). Dokonano niewielkich modernizacji wnętrza. Wprowadzono wielofunkcyjny komputer pokładowy zespolony z radiem, odtwarzaczem CD lub (i) kasetowym. W najbogatszych wersjach można było dokupić nawigację, której wyświetlaczem był ekran komputera pokładowego. Wprowadzono nowe, lepiej wyprofilowane fotele z innych materiałów tapicerskich. Do oferty weszły nowoczesne silniki VVT-i ze zmiennymi fazami rozrządu 1.4 97KM oraz 1.6 110KM. E11 to ostatnia generacja tego samochodu, w której zastosowano zaawansowane wielowahaczowe tylne zawieszenie.

### Wersje wyposażeniowe
- Linea Terra
- Linea Sol
- G6
- G6R (tylko przed faceliftingiem)

Dodatkowo pakiet TTE, Carlos Sainz (tylko przed faceliftingiem)
W Polsce oferowano wyłącznie wersję Linea Terra oznaczoną w zależności od wyposażenia numerem 1, 2, 3 lub 4

### Silniki
Benzyna
- 4E-FE 1.3L (1331cc) 16V DOHC 86KM
- 4ZZ-FE 1.4L (1398cc) 16V DOHC VVT-i 97KM (wersja poliftowa)
- 4A-FE 1.6L (1587cc) 16V DOHC 110KM
- 3ZZ-FE 1.6L (1598cc) 16V DOHC VVT-i 110KM (wersja poliftowa)
- 7A-FE 1.8L (1762cc) 16V DOHC 110KM (wyłącznie wersja kombi z napędem 4x4 na rynek skandynawski)

Diesel
- 1-WZ 1.9L (1868cc) 8v SOHC 69KM
- 2C-E 2.0L (1974cc) SOHC 72KM
- 1CD-FTV 2.0L (1995cc) 16v DOHC D-4D 90KM (wersja poliftowa)

| Silnik                | Pojemność skokowa [cm³] | Typ silnika        | Kod silnika        | Liczba cylindrów /zaworów | Moc maksymalna [KM] przy obr./min | Maks. moment obrotowy [Nm] przy obr./min | Prędkość maksymalna [km/h] | Przyśpieszenie 0–100 km/h [s] | Lata produkcji     |
| Silniki benzynowe:    | Silniki benzynowe:      | Silniki benzynowe: | Silniki benzynowe: | Silniki benzynowe:        | Silniki benzynowe:                | Silniki benzynowe:                       | Silniki benzynowe:         | Silniki benzynowe:            | Silniki benzynowe: |
| --------------------- | ----------------------- | ------------------ | ------------------ | ------------------------- | --------------------------------- | ---------------------------------------- | -------------------------- | ----------------------------- | ------------------ |
| 1.3                   | 1332                    | R4                 | 4E-FE              | 4/ 16                     | 86/ 5400                          | 120/ 4200                                | 175                        | 12,5                          | 05/1997–02/2000    |
| 1.4 VVT-i             | 1398                    | R4                 | 4ZZ-FE             | 4/ 16                     | 97/ 6000                          | 130/ 4800                                | 185                        | 11,8                          | 02/2000–01/2002    |
| 1.6                   | 1587                    | R4                 | 4A-FE              | 4/ 16                     | 110/ 6000                         | 145/ 4800                                | 195                        | 10,2                          | 05/1997–02/2000    |
| 1.6 VVT-i             | 1598                    | R4                 | 3ZZ-FE             | 4/ 16                     | 110/ 6000                         | 150/ 3800                                | 195                        | 10,0                          | 02/2000–01/2002    |
| 1.8                   | 1762                    | R4                 | 7A-FE              | 4/ 16                     | 110/ 5800                         | 150/ 2800                                | 180                        | 11,8                          | 05/1997–01/2002    |
| Silniki wysokoprężne: |                         |                    |                    |                           |                                   |                                          |                            |                               |                    |
| 1.9 D                 | 1868                    | R4                 | DW8/ 1WZ           | 4/ 8                      | 69/ 4600                          | 125/ 2500                                | 165                        | 15,6                          | 02/2000–01/2002    |
| 2.0 D                 | 1975                    | R4                 | 2C-E               | 4/ 8                      | 72/ 4600                          | 131/ 2600                                | 165                        | 14,4                          | 05/1997–02/2000    |
| 2.0 D-4D              | 1995                    | R4                 | 1CD-FTV            | 4/ 16                     | 90/ 4000                          | 215/ 2400                                | 180                        | 12,9                          | 02/2000–01/2002    |

### Wersja WRC
W oparciu o Corollę E11 i Toyotę Celicę GT-Four skonstruowano samochód WRC. Używany był on podczas Rajdowych Mistrzostw Świata 1997–1999 przez zespół Toyota Team Europe.

## Dziewiąta generacja

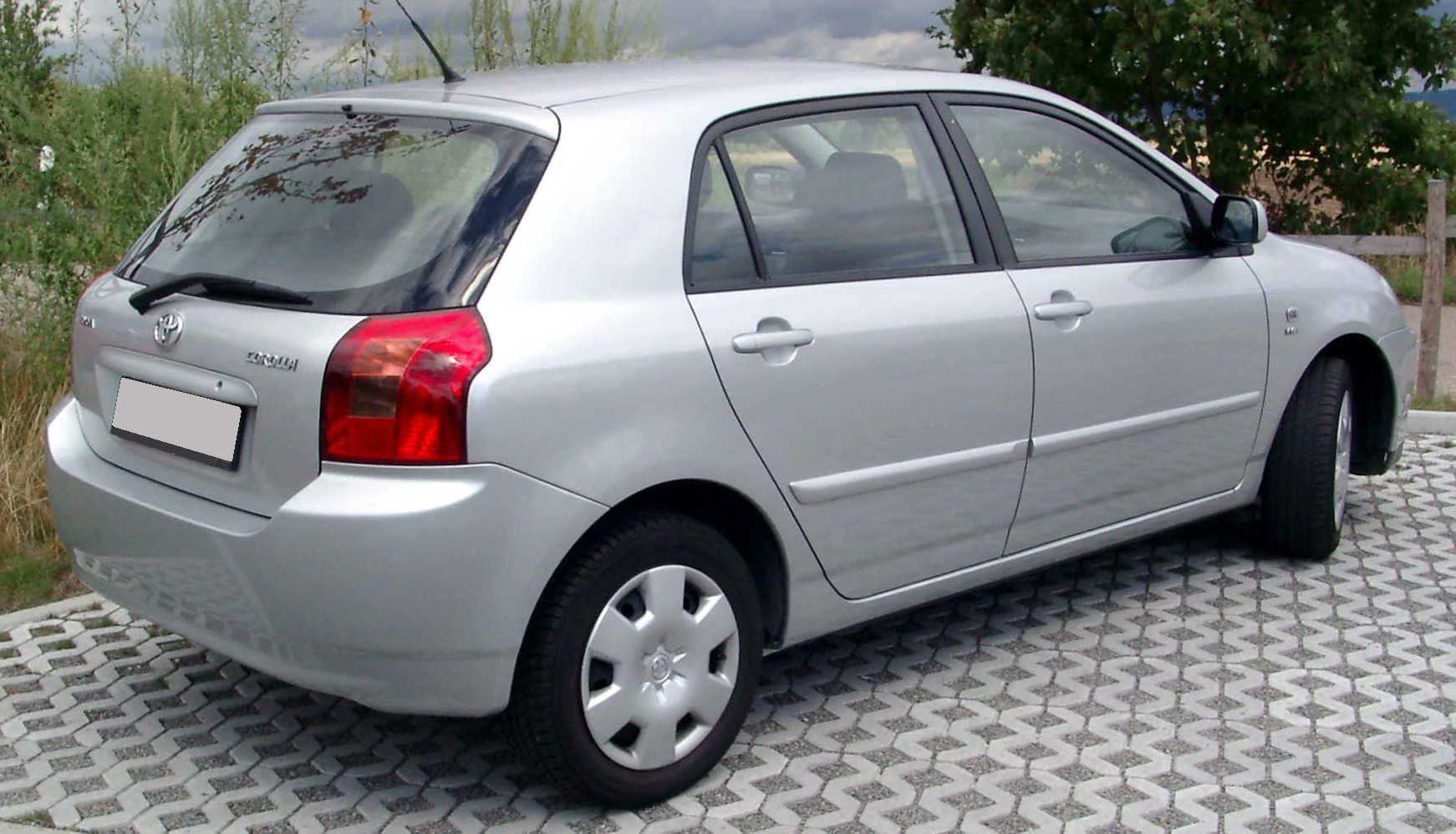
Toyota Corolla IX w wersji Pięciodrzwiowej

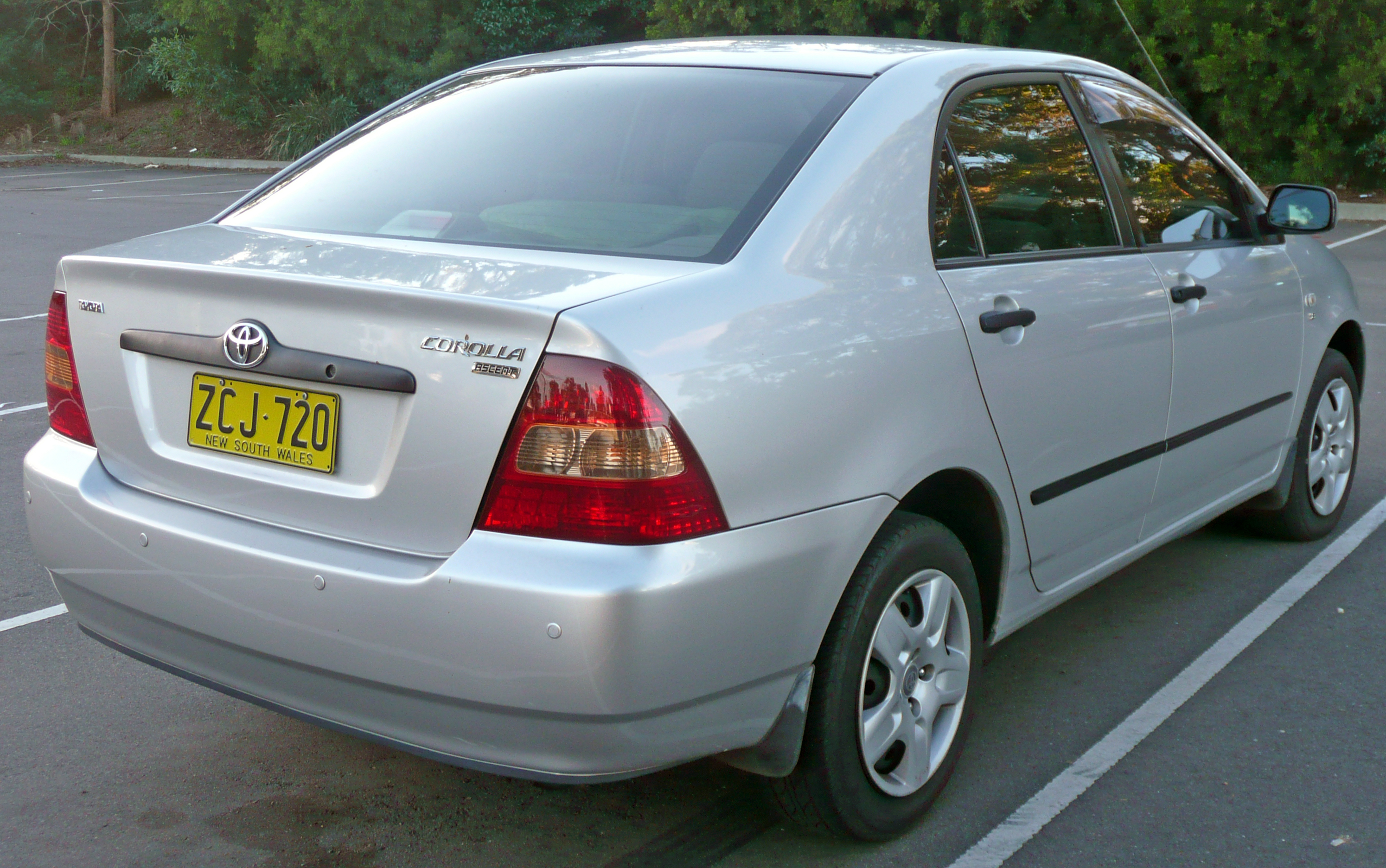
Toyota Corolla IX w wersji Sedan

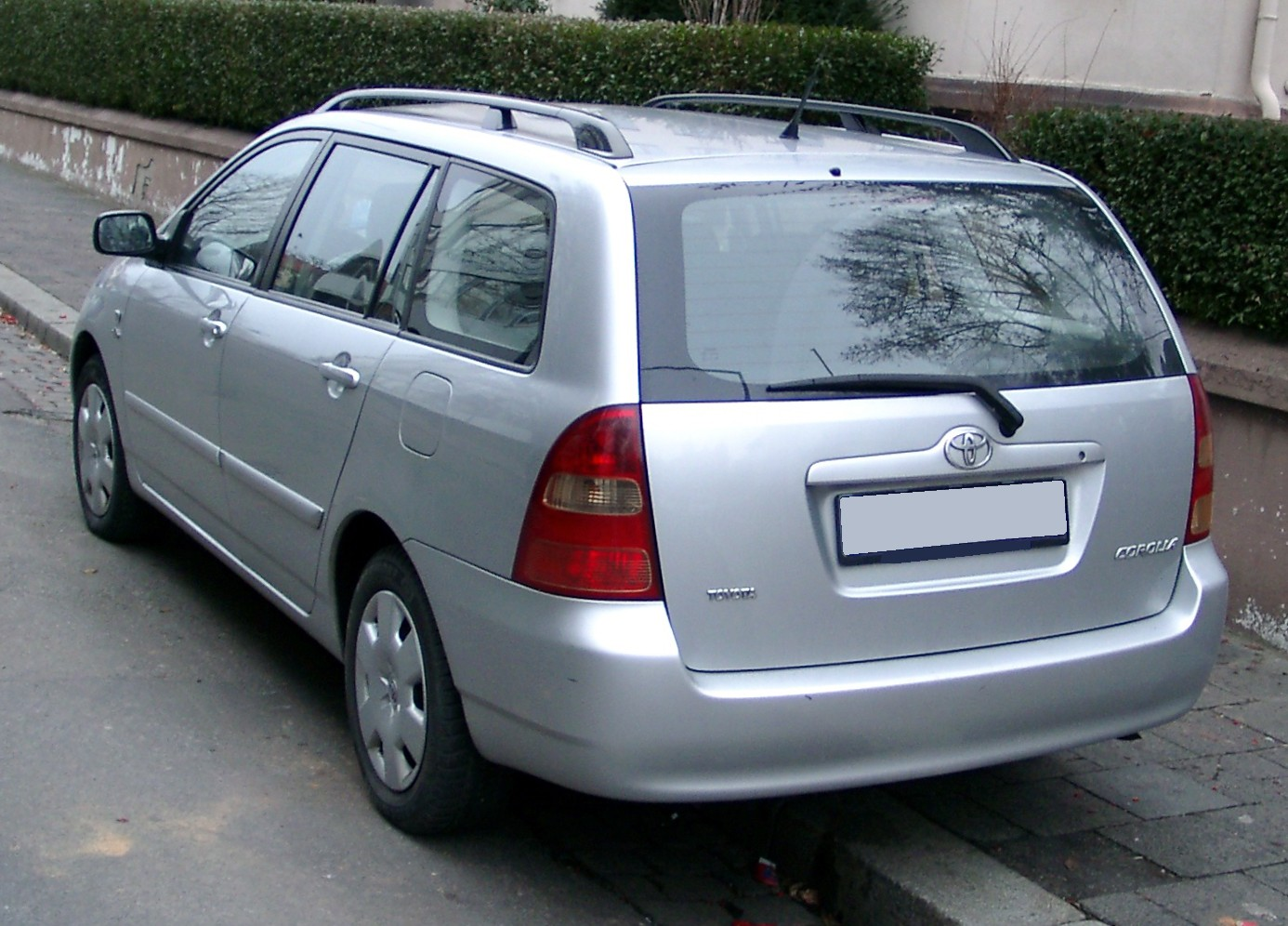
Toyota Corolla IX w wersji Kombi

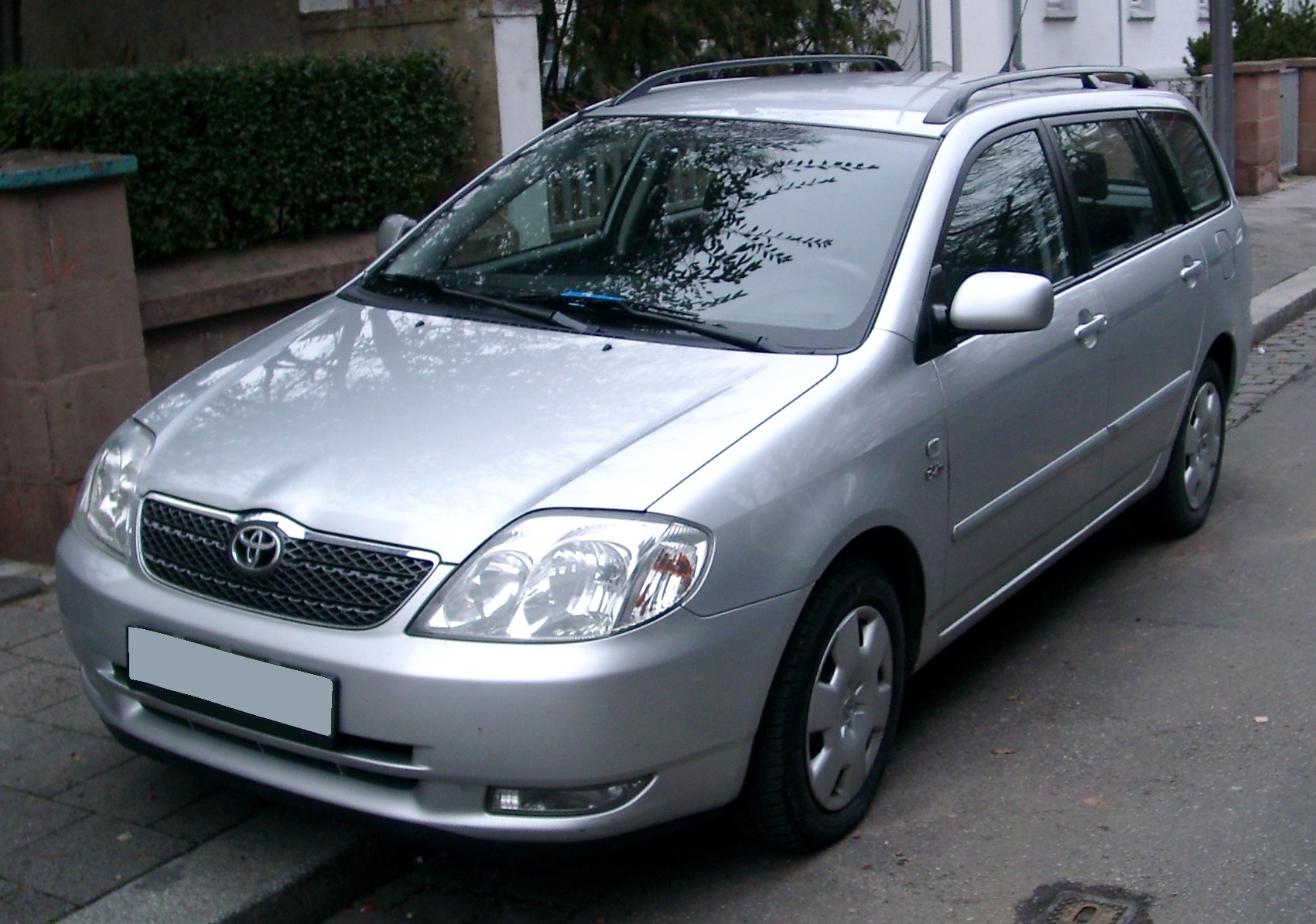
Toyota Corolla IX przed liftingiem

Toyota Corolla IX zadebiutowała w 2001 roku. Sprzedaż rozpoczęto od razu w czterech wersjach nadwoziowych. W przeciwieństwie do poprzedników auto powstało w europejskim centrum projektowym. W 2004 auto przeszło drobne zmiany stylistyczne. Przeprojektowano przede wszystkim zderzak, atrapę i reflektory. Na bazie Corolli IX sprzed modernizacji produkowano Toyotę Corollę Verso I, a na bazie Corolli IX po modernizacji produkowano Toyotę Corollę Verso II. Są to minivany.

### Silniki Toyota Corolla E12/E13
Benzynowe:
- 1.4 16V DOHC VVT-i 97 KM
- 1.6 16V DOHC VVT-i 110 KM (3ZZ-FE)
- Toyota Corolla E130 z rynku USA

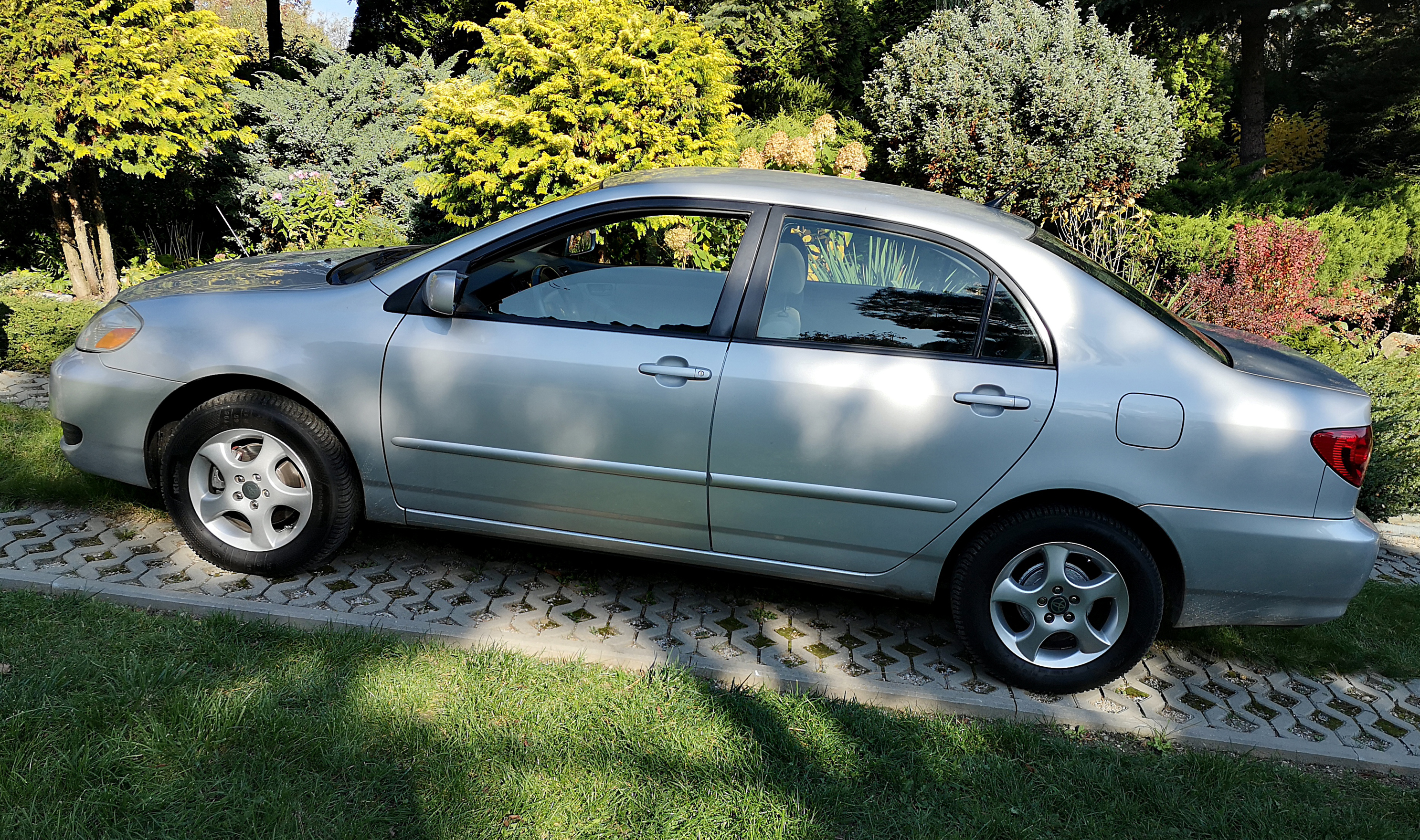
Toyota Corolla E130 z rynku USA

1.8 16V DOHC VVT-i 130KM (1ZZ-FE) (wersja USA E130)
- 1.8 16V DOHC VVT-i 135 KM
- 1.8 16V DOHC VVT-i 164 KM (2ZZ-GE) (wersja USA E130 XRS)
- 1.8 16V DOHC VVTL-i TS 192 KM
- 1.8 16V DOHC VVTL-i TS COM. 225 KM

Diesla:
- 1.4 D-4D 90 KM
- 2.0 D-4D 90 KM
- 2.0 D-4D 110 KM
- 2.0 D-4D 116 KM
- 2.0 D-4D 150 KM

| Silnik                     | Pojemność skokowa [cm³] | Typ silnika        | Kod silnika        | Liczba cylindrów /zaworów | Moc maksymalna [KM] przy obr./min | Maks. moment obrotowy [Nm] przy obr./min | Prędkość maksymalna [km/h] | Przyśpieszenie 0–100 km/h [s] | Lata produkcji     |
| Silniki benzynowe:         | Silniki benzynowe:      | Silniki benzynowe: | Silniki benzynowe: | Silniki benzynowe:        | Silniki benzynowe:                | Silniki benzynowe:                       | Silniki benzynowe:         | Silniki benzynowe:            | Silniki benzynowe: |
| -------------------------- | ----------------------- | ------------------ | ------------------ | ------------------------- | --------------------------------- | ---------------------------------------- | -------------------------- | ----------------------------- | ------------------ |
| 1.4 VVT-i                  | 1398                    | R4                 | 4ZZ-FE             | 4/ 16                     | 97/ 6000                          | 130/ 4400                                | 185                        | 12                            | 11.2001–02.2007    |
| 1.6 VVT-i                  | 1598                    | R4                 | 3ZZ-FE             | 4/ 16                     | 110/ 6000                         | 150/ 4800                                | 190                        | 10,2                          | 11.2001–02.2007    |
| 1.8 TS (VVTL-i)            | 1796                    | R4                 | 2ZZ-GE             | 4/ 16                     | 192/ 7800                         | 180/ 6800                                | 225                        | 7,4                           | 04.2002–07.2005    |
| 1.8 TS VVTL-i (Compressor) | 1796                    | R4                 | 2ZZ-GE             | 4/ 16                     | 225/ 7800                         | 230/ 3600                                | 235                        | 6,8                           | 08.2005–12.2006    |
| Silniki wysokoprężne:      |                         |                    |                    |                           |                                   |                                          |                            |                               |                    |
| 1.4 D-4D                   | 1364                    | R4                 | 1ND-TV             | 4/ 8                      | 90/ 3800                          | 190/ 1800                                | 180                        | 13,3                          | 07.2004–02.2007    |
| 2.0 D-4D                   | 1995                    | R4                 | 1CD-FTV            | 4/ 16                     | 90/ 4000                          | 215/ 2200                                | 180                        | 12,6                          | 11.2001–06.2004    |
| 2.0 D-4D                   | 1995                    | R4                 | 1CD-FTV            | 4/ 16                     | 110/ 4000                         | 250/ 2000                                | 189                        | 10,9                          | 11.2001–04.2003    |
| 2.0 D-4D                   | 1995                    | R4                 | 1CD-FTV            | 4/ 16                     | 116/ 3600                         | 280/ 2000                                | 185                        | 10,6                          | 05.2003–02.2007    |

Wersje wyposażeniowe:
- Base
- Terra
- Polaris (wersja base z dołożoną klimatyzacją w stacji dilerskiej)
- Luna
- Sol
- Prestige
- Prestige Plus
- TSport

Wersje USA:
- CE
- LE
- S
- XRS

## Dziesiąta generacja

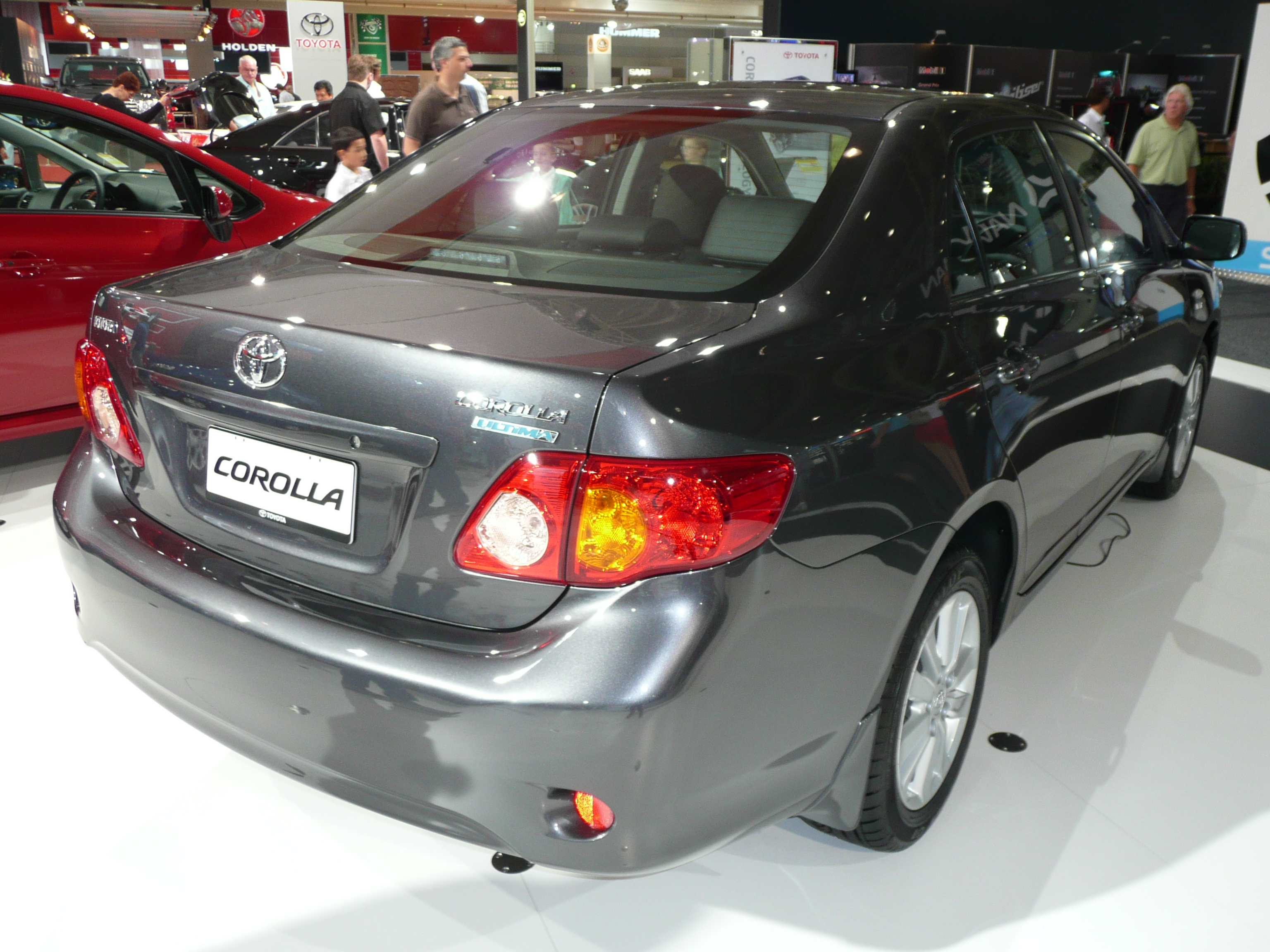
Corolla 2007

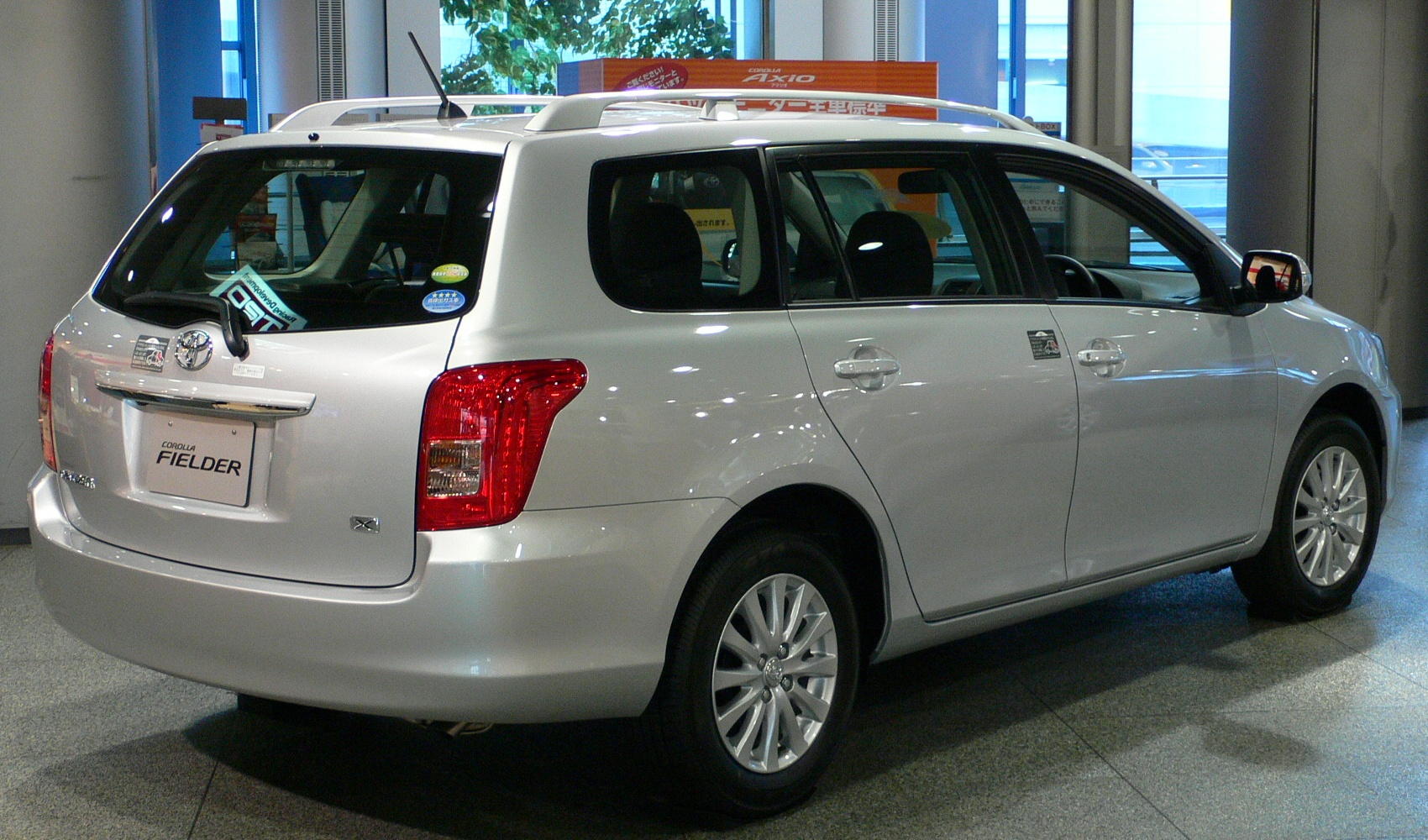
Tył Corolii Fielder

Toyota Corolla X zadebiutowała w 2006 roku w Helsinkach. W 2010 roku auto przeszło facelifting. Zmieniono przednią cześć auta oraz wnętrze.

### Silniki benzynowe
- Corolla europejska

| Silnik          | Symbol  | Pojemność skokowa [cm³] | Moc maksymalna [KM] przy obr./min | Maks. moment obrotowy [Nm] przy obr./min | Układ i liczba cylindrów | liczba zaworów |
| --------------- | ------- | ----------------------- | --------------------------------- | ---------------------------------------- | ------------------------ | -------------- |
| 1.33 Dual VVT-i | 1NR-FE  | 1329                    | 101/6000                          | 132/4000                                 | R4                       | 16             |
|                 |         |                         |                                   |                                          |                          |                |
| 1.4 VVT-i       | 4ZZ-FE  | 1398                    | 97 / 6000                         | 130/4400                                 | R4                       | 16             |
| 1.6 Dual VVT-i  | 1ZR-FE  | 1598                    | 124/ 6000                         | 157/ 5200                                | R4                       | 16             |
| 1.6 Valvematic  | 1ZR-FAE | 1598                    | 132/6400                          | 160/4400                                 | R4                       | 16             |

- Corolla amerykańska

| Silnik         | Symbol | Pojemność skokowa [cm³] | Moc maksymalna [KM] przy obr./min | Maks. moment obrotowy [Nm] przy obr./min | Układ i liczba cylindrów | liczba zaworów |
| -------------- | ------ | ----------------------- | --------------------------------- | ---------------------------------------- | ------------------------ | -------------- |
| 1.8 Dual VVT-i | 2ZR-FE | 1797                    | 132/6000                          | 174/4400                                 | R4                       | 16             |
| 2.4 VVT-i      | 2AZ-FE | 2362                    | 158/6000                          | 220/4400                                 | R4                       | 16             |

### Silniki Diesla
- Corolla europejska

| Silnik       | Symbol  | Pojemność skokowa [cm³] | Moc maksymalna [KM] przy obr./min | Maks. moment obrotowy [Nm] przy obr./min | Układ i liczba cylindrów | liczba zaworów |
| ------------ | ------- | ----------------------- | --------------------------------- | ---------------------------------------- | ------------------------ | -------------- |
| 1.4 D-4D     | 1ND-TV  | 1364                    | 90/3800                           | 205/1800-2800                            | R4                       | 8              |
| 2.0 D-4D 125 | 1AD-FTV | 1998                    | 126/3600                          | 310/1800-2400                            | R4                       | 16             |

### Osiągi
| Silnik                   | Przyspieszenie 0–100 km/h [s] | Prędkość maks. [km/h] | Średnie zużycie paliwa [l/100 km] | Emisja CO2 [g/km] |
| ------------------------ | ----------------------------- | --------------------- | --------------------------------- | ----------------- |
| 1.33 Dual VVT-i          | 13,1                          | 180                   | 5,7                               | 133               |
| 1.6 Valvematic           | 10,0                          | 200                   | 6,4                               | 150               |
| 1.6 Valvematic MultiMode | 12.0                          | 200                   | 6,1                               | 144               |
| 1.4 D-4D                 | 11,9                          | 175                   | 4,6                               | 122               |
| 1.4 D-4D MultiMode       | 14,8                          | 175                   | 4,8                               | 127               |
| 2.0 D-4D                 | 10,1                          | 200                   | 5,2                               | 136               |

### Wersje wyposażeniowe
Europa
- Terra
- Luna
- Sol
- Premium
- Prestige

USA
- Standard
- LE
- XLE
- S
- XRS

## Jedenasta generacja

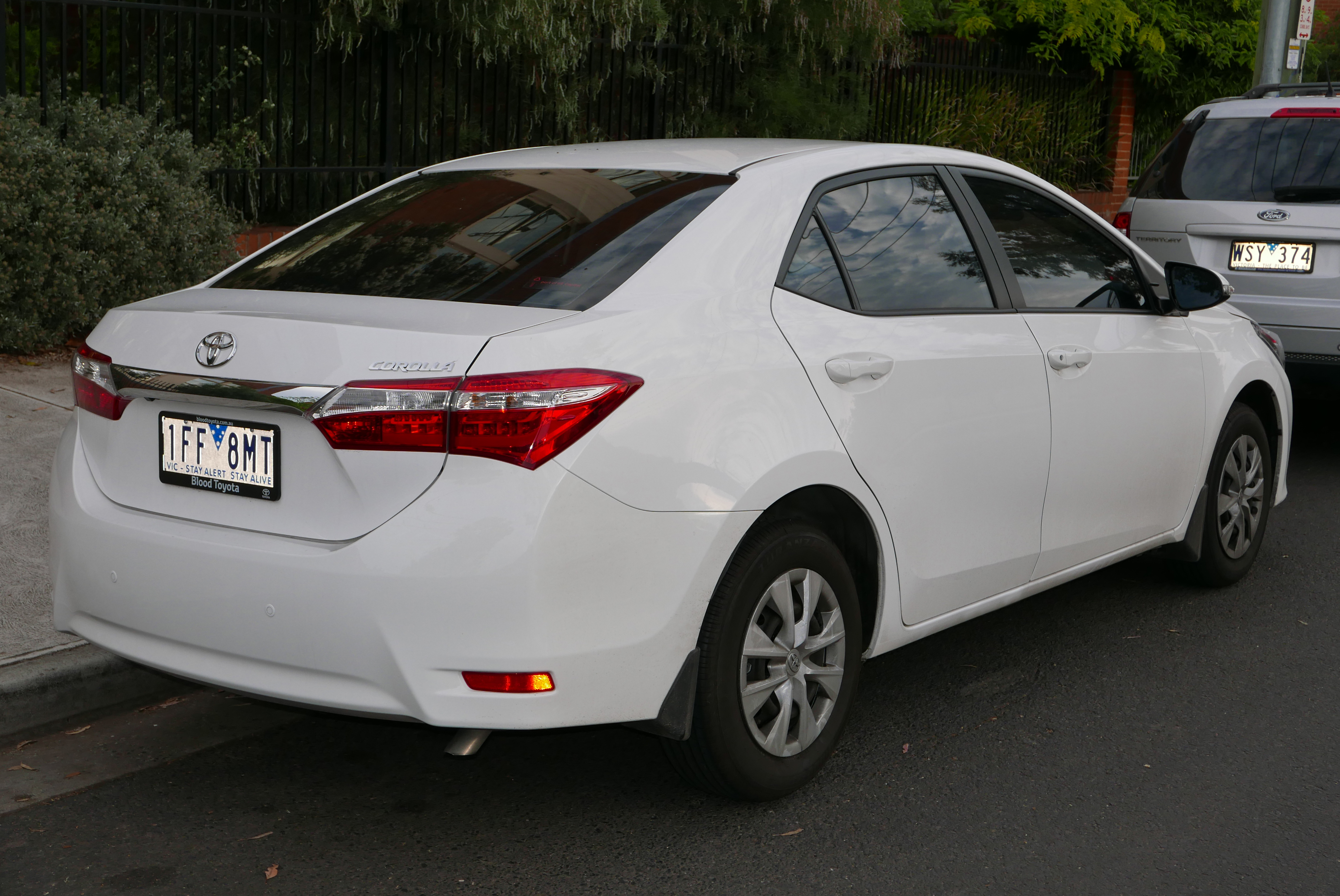
Toyota Corolla XI – tył

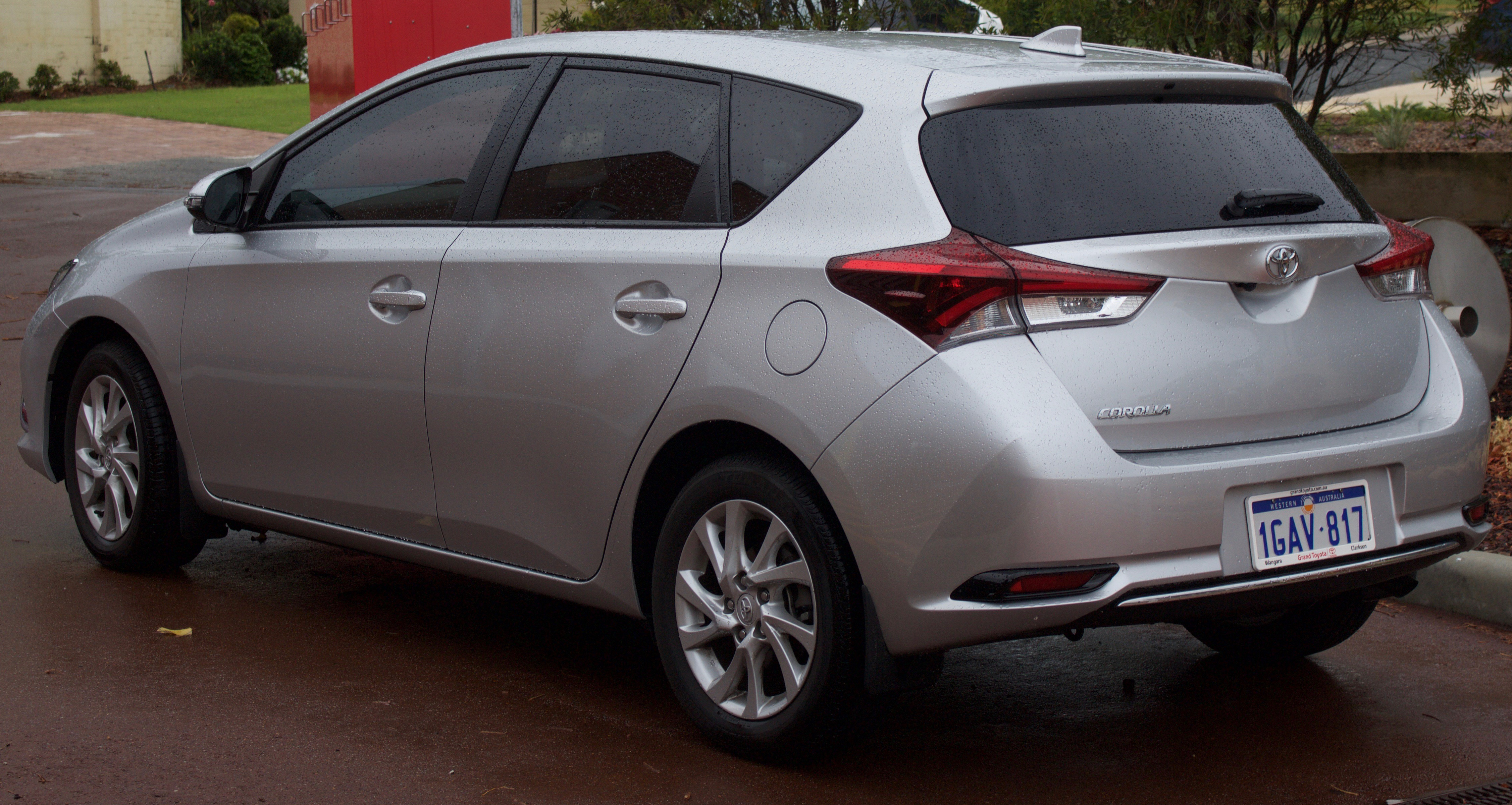
Toyota Auris

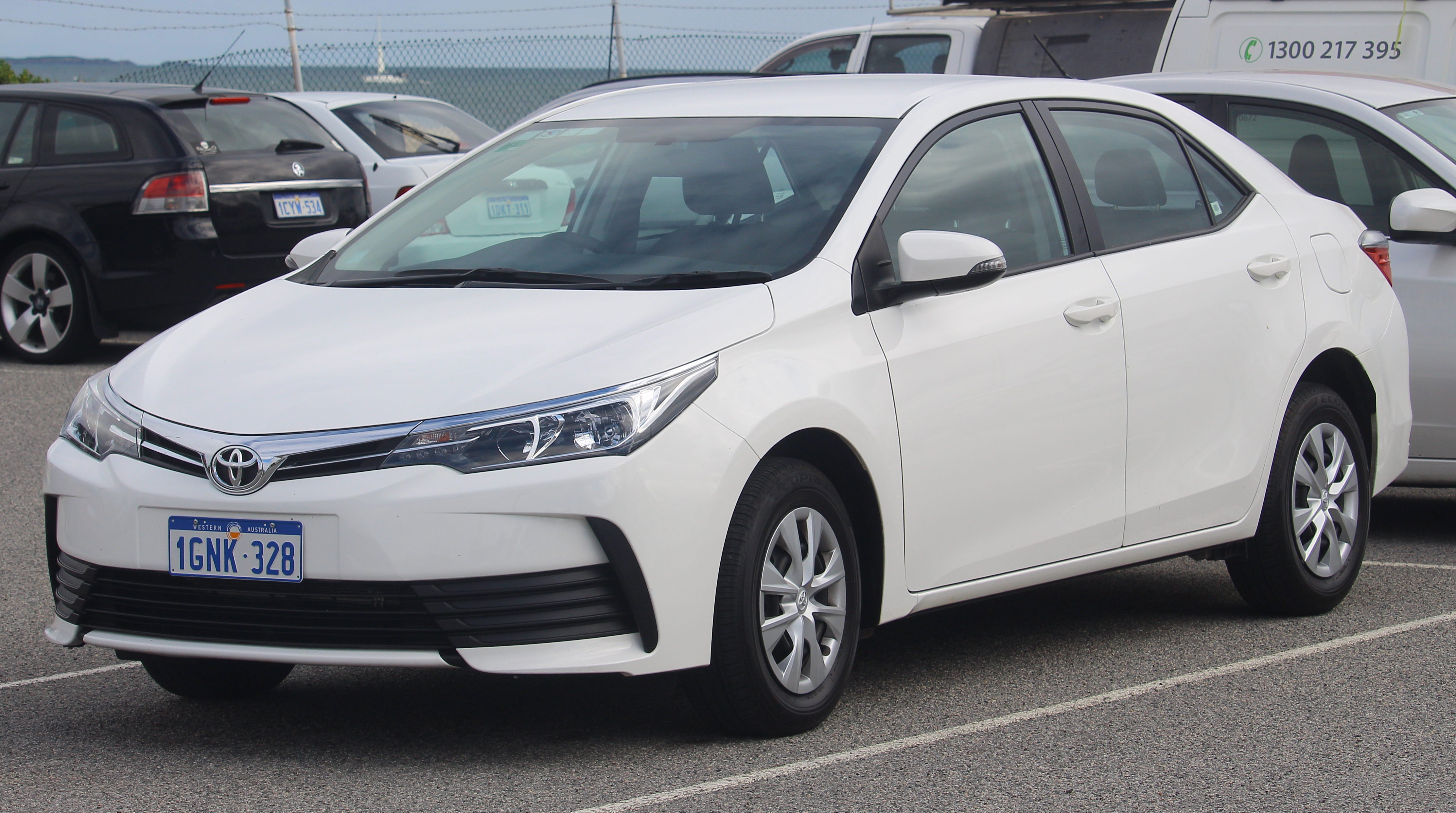
Toyota Corolla XI po liftingu

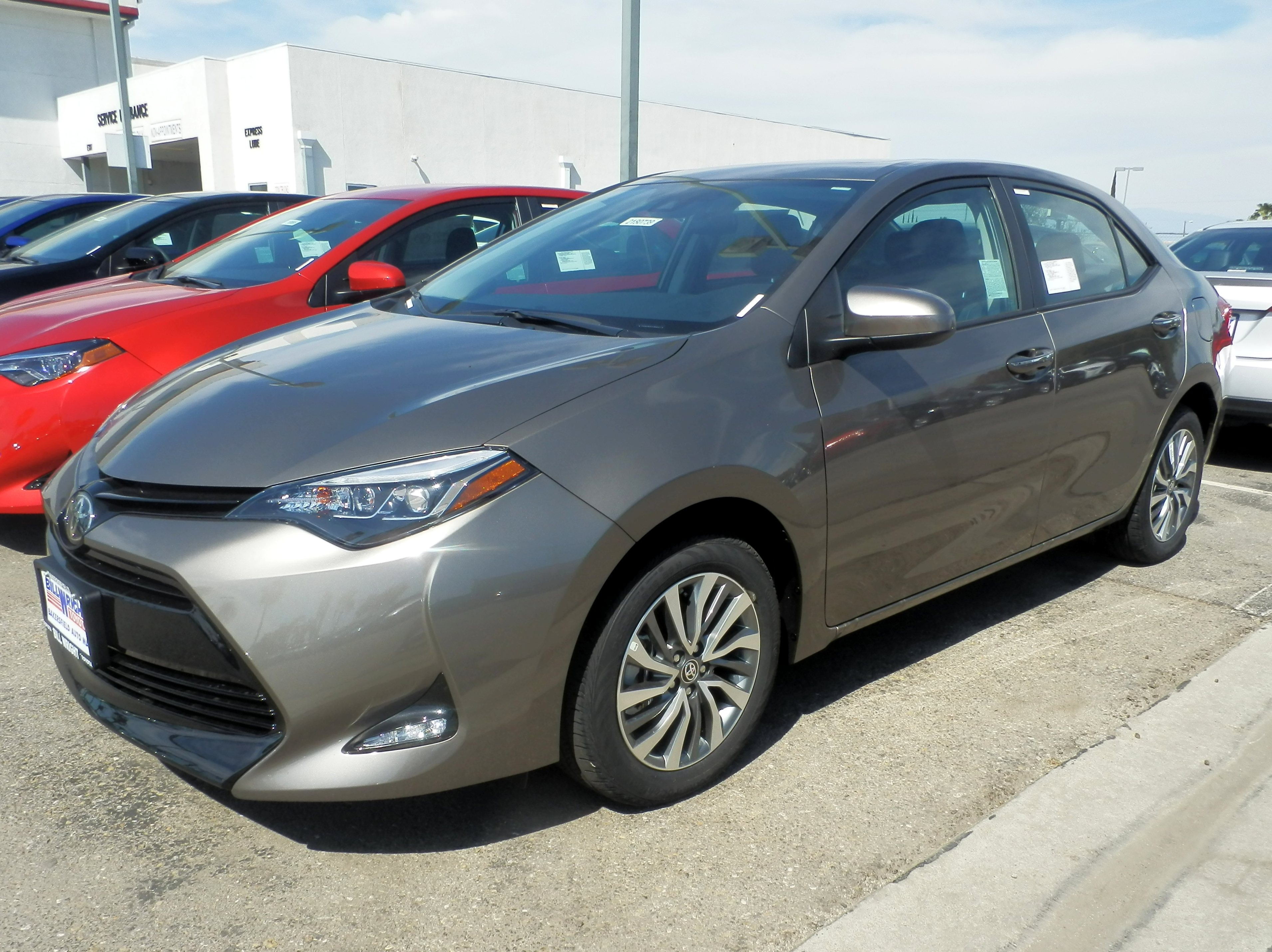
Toyota Corolla XI na rynek amerykański

Toyota Corolla XI występuje w dwóch wersjach stylistycznych: jednej na rynek europejski oraz drugiej na amerykański. W roku 2016 przeszła gruntowny lifting, głównie zewnętrznego nadwozia.

### Silniki[12]
Benzynowe:
- 1.33 Dual VVT-i 99 KM
- 1.6 Valvematic 132 KM

Diesla:
- 1.4 D-4D 90 KM

### Wersje wyposażeniowe
- Life
- Active
- Premium
- Prestige

oraz pakiety doposażające

## Dwunasta generacja

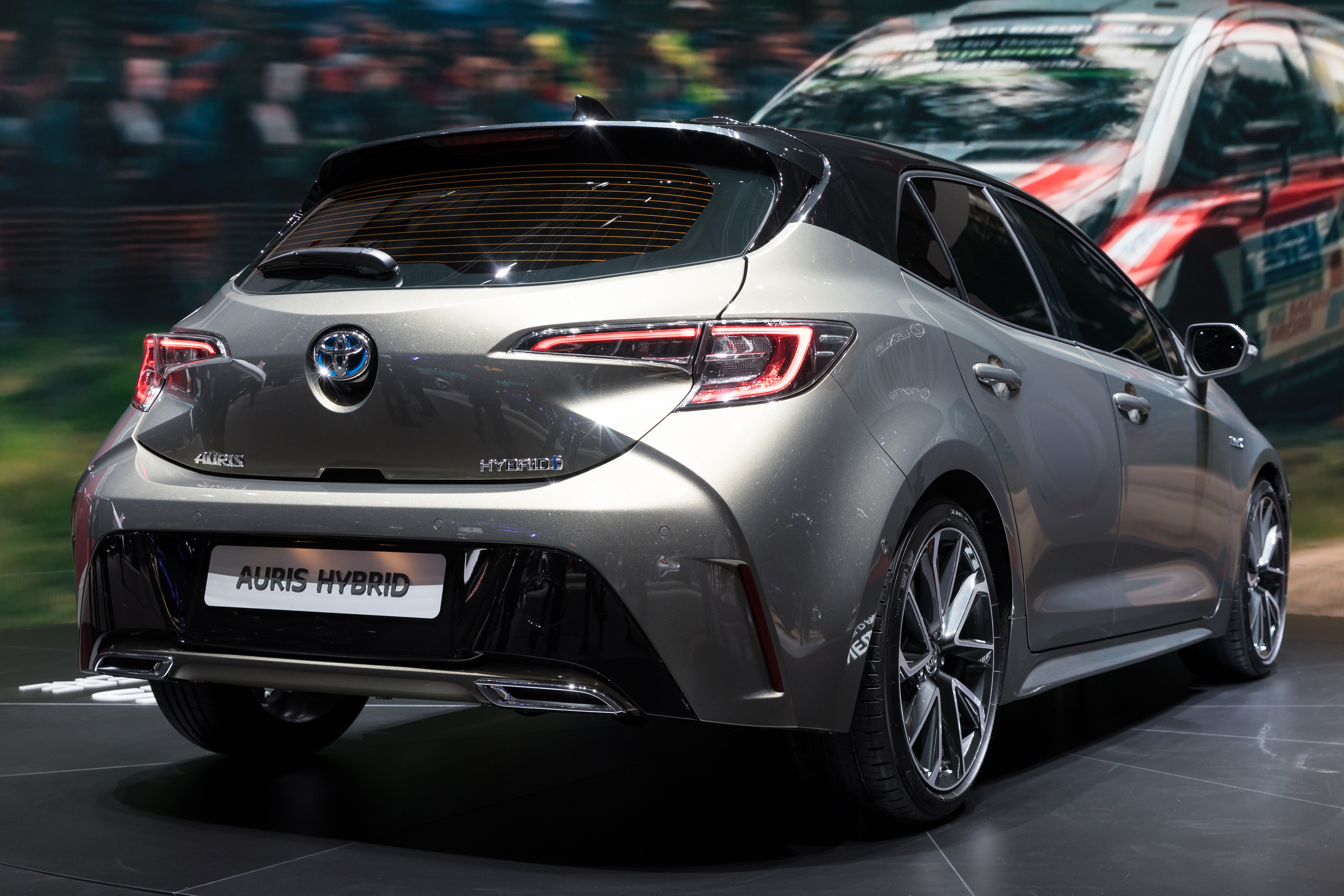
Jeden z pierwszych modeli, jeszcze pod nazwą Auris III

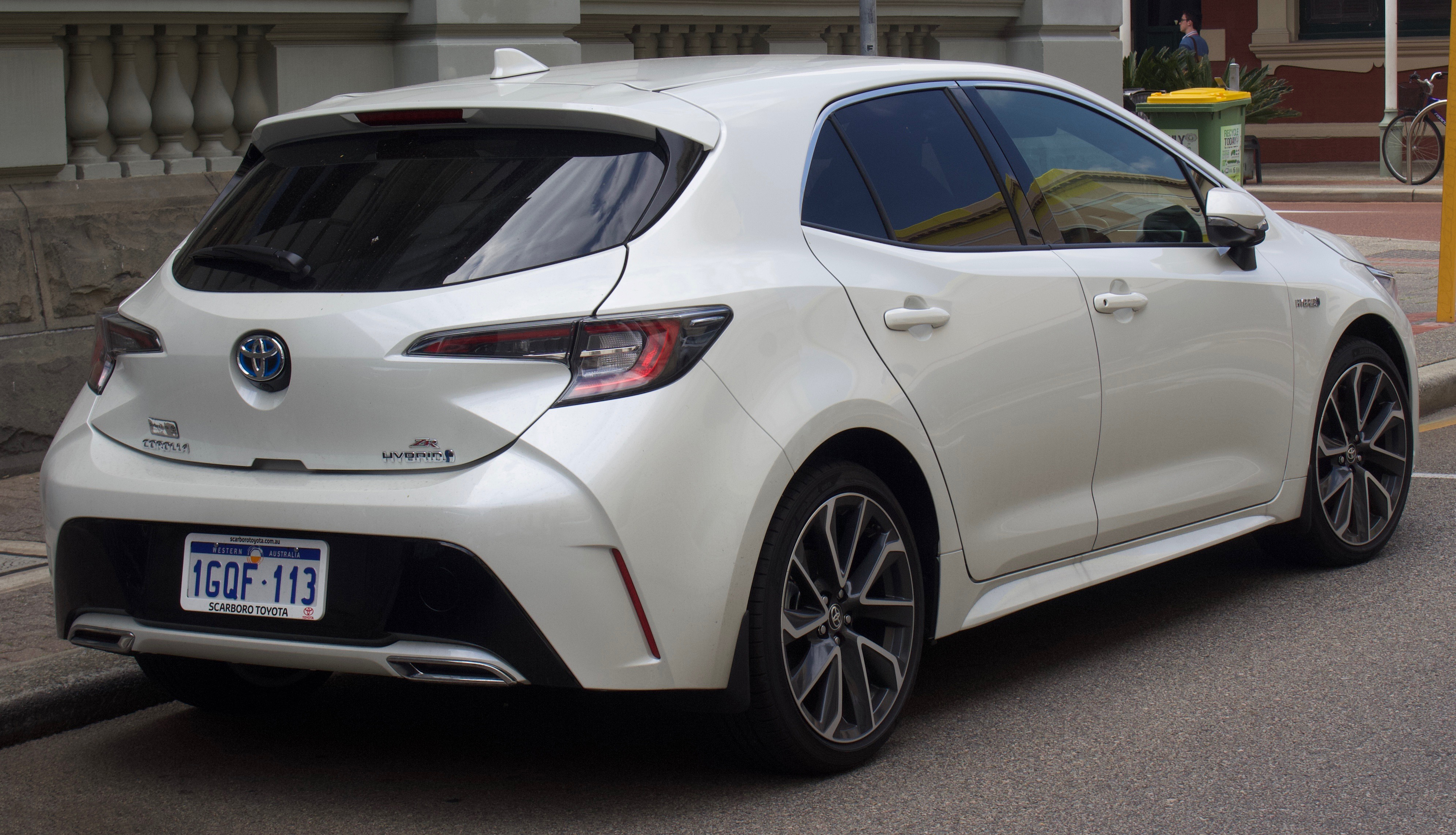
Toyota Corolla XII przed liftingiem – tył

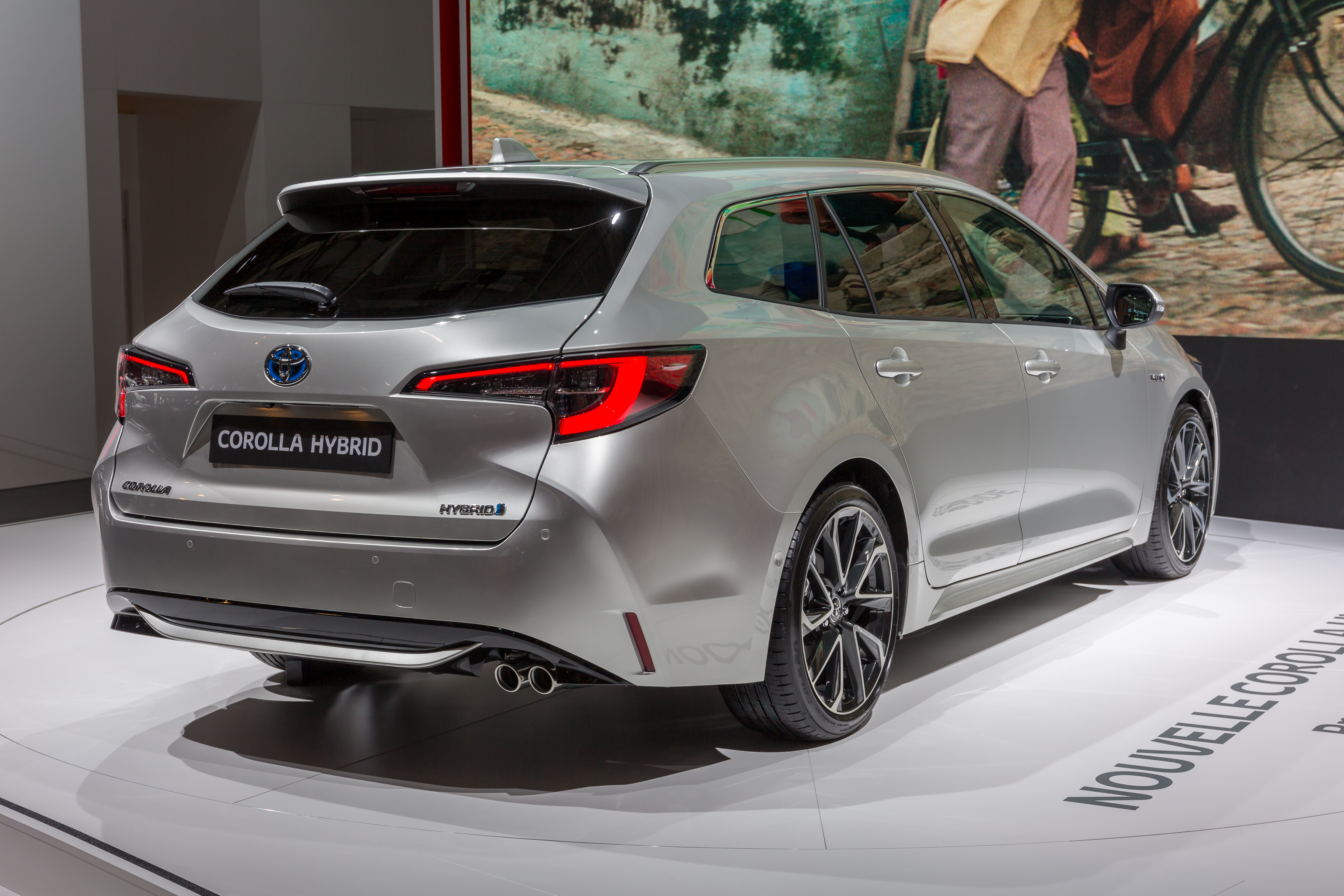
Toyota Corolla XII Touring Sports przed liftingiem – tył

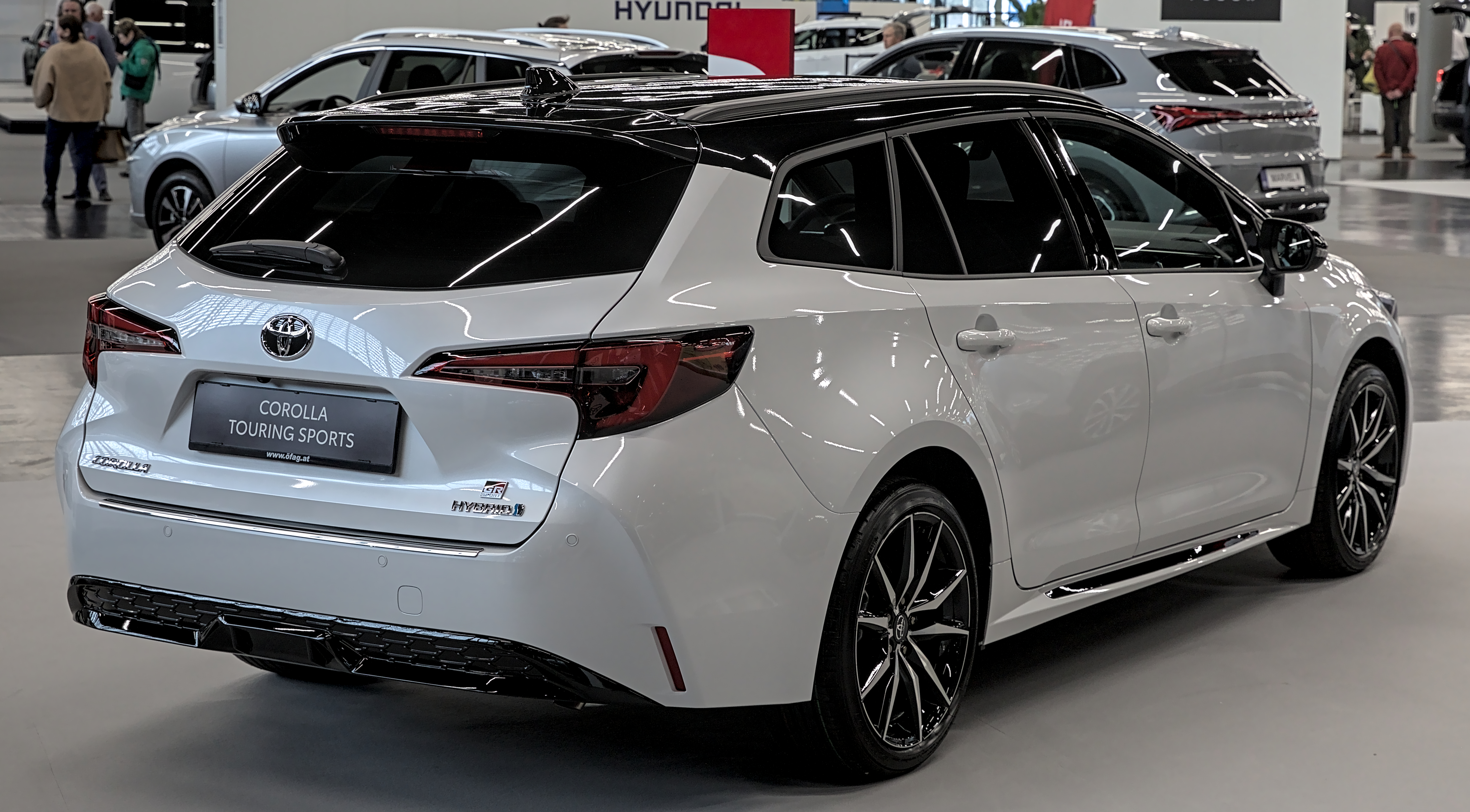
Toyota Corolla XII Touring Sports po liftingu – tył

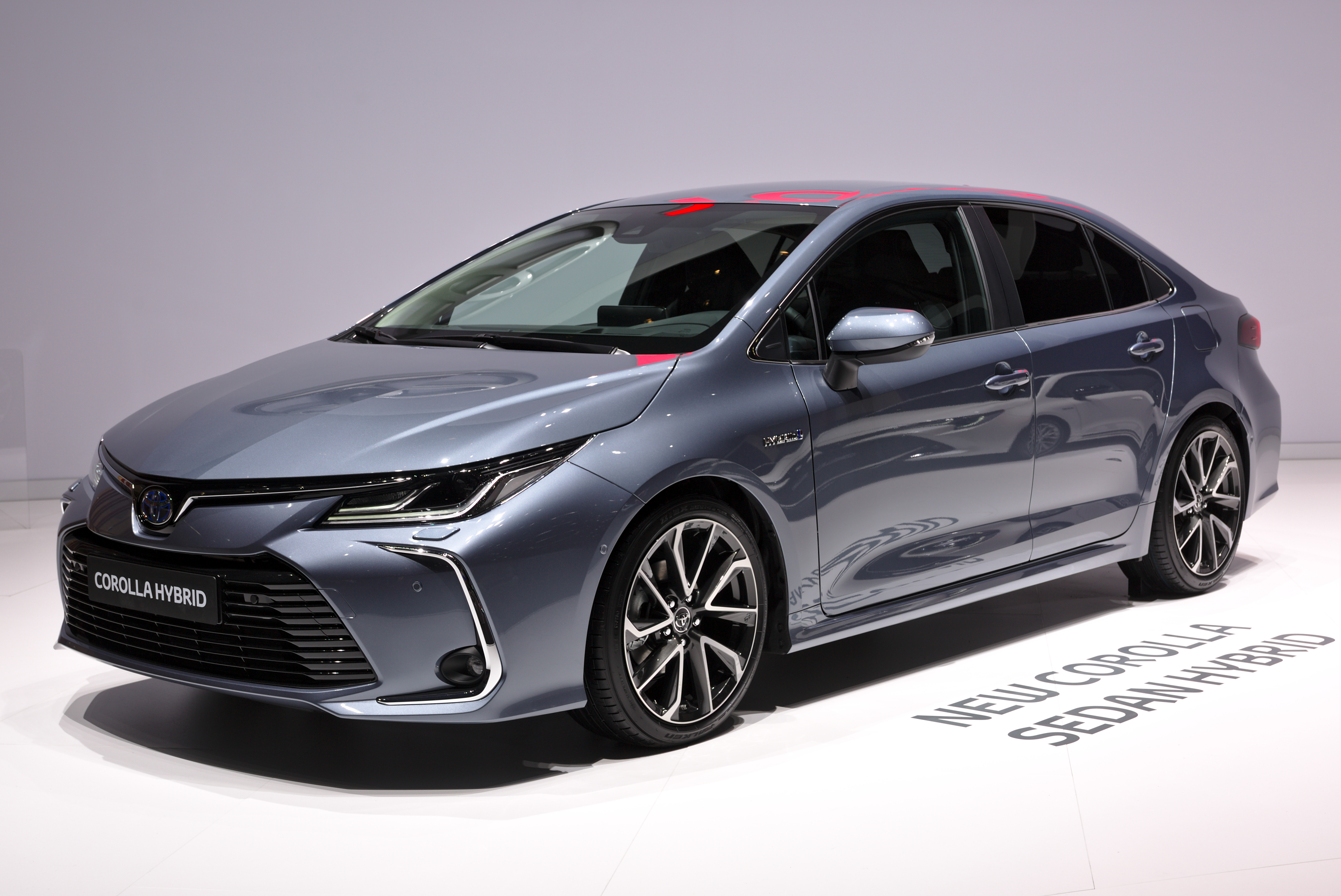
Toyota Corolla XII Sedan – wersja europejska

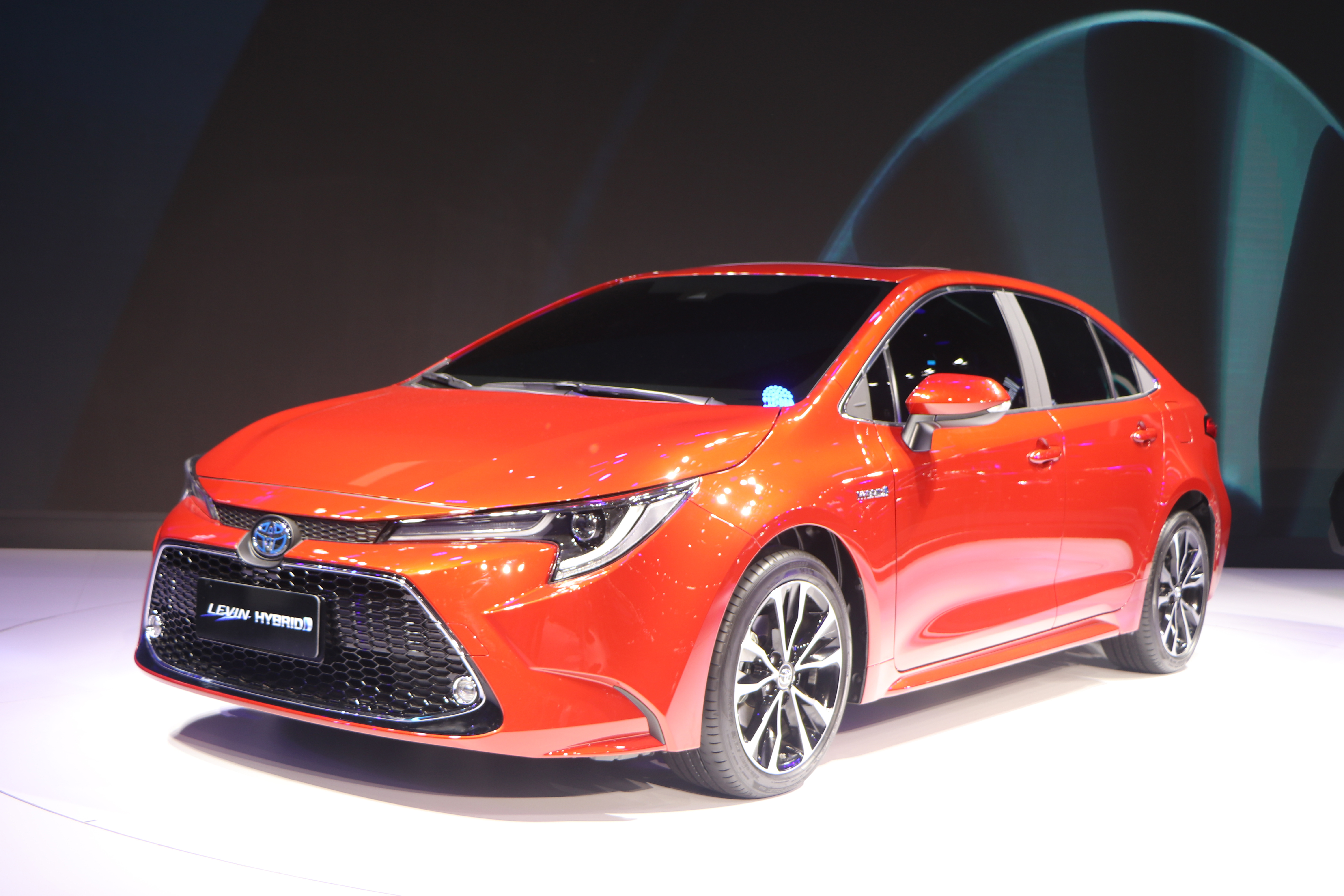
Toyota Corolla XII Sedan – wersja amerykańska i chińska

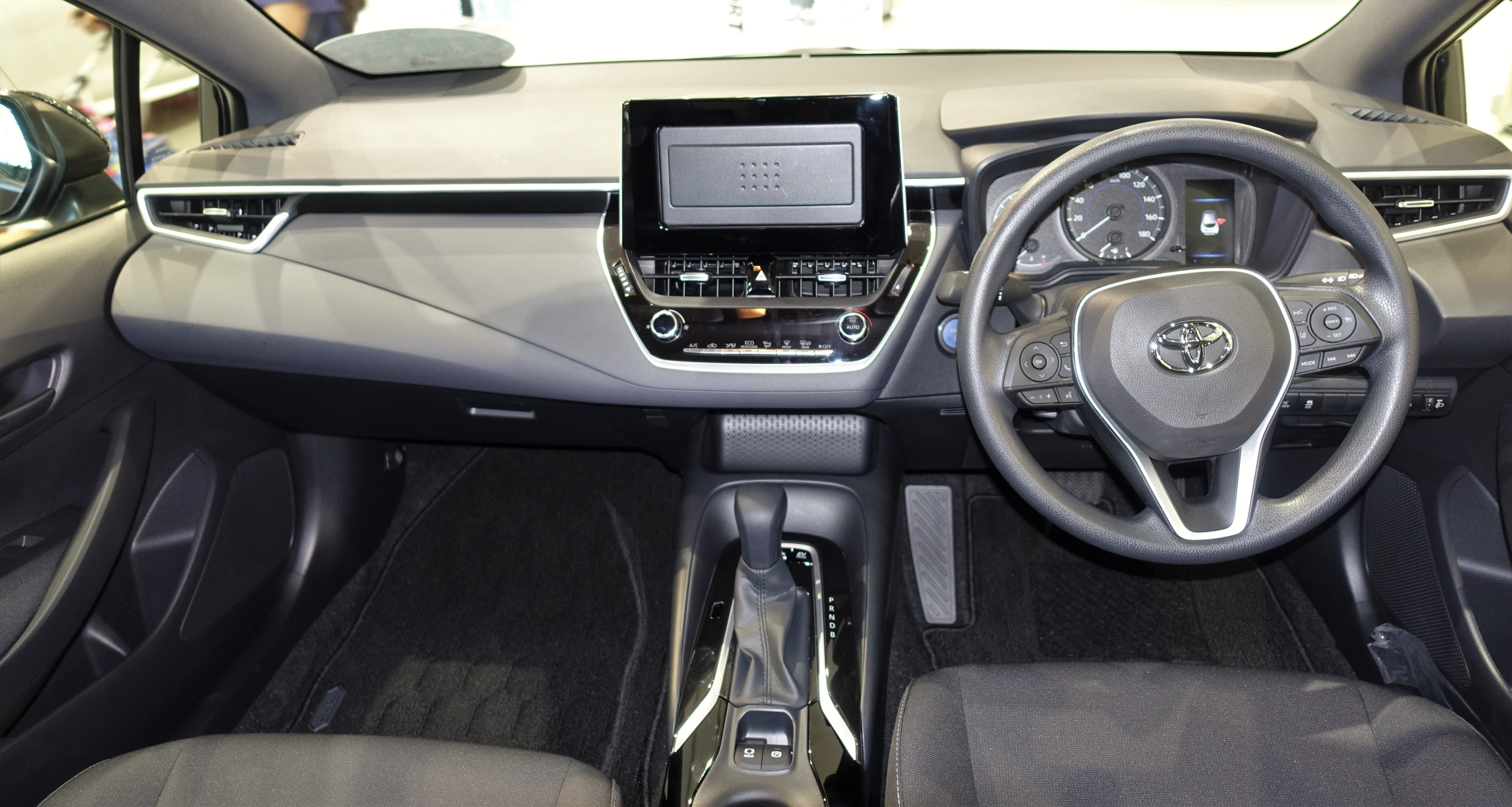
Toyota Corolla XII – wnętrze

Toyota Corolla XII została zaprezentowana po raz pierwszy na Międzynarodowym Salonie Samochodowym w Genewie w marcu 2018.
Dwunasta generacja Corolli trafiła do sprzedaży w Stanach Zjednoczonych i Australii, najpierw jako hatchback, latem 2018 roku, na pół roku przed debiutem na Starym Kontynencie. Samochód pierwotnie miał być w Europie trzecią generacją modelu Auris, jednakże, na skutek zmiany polityki nazewniczej, w sierpniu europejski oddział marki poinformował, że Toyota wraca do nazywania swojego kompaktowego hatchbacka Corolla na całym świecie. Oznacza to, że po 13 latach marka wraca do oferowania swojej kompaktowej rodziny w Europie pod jednolitą nazwą, a gama nadwoziowa nowej Corolli będzie największa od czasu wycofania 9. generacji z produkcji w 2006 roku.
Poza hatchbackiem samochód trafi do sprzedaży w Europie na początku 2019 roku jednocześnie także jako kombi, a także sedan, jedyny model oferowany pod tą nazwą w Europie w latach 2006–2019.
Pomimo wycofania nazwy Auris w Europie, samochód i tak będzie jeszcze pod nią oferowany na Tajwanie. W Japonii z kolei samochód w wersji hatchback nosi dodatkowy przydomek Sport.
Corollę dwunastej generacji oparto na nowej platformie TNGA, samochód jest o 25 mm niższy i o 40 mm dłuższy, a nadwozie otrzymało nową, bardziej zwartą stylistykę. Auto będzie dostępne z silnikiem spalinowym oraz w dwóch wersjach hybrydowych. W ofercie zabraknie jednostki Diesla. Samochód na rynek europejski będzie produkowany w fabryce Toyota Manufacturing UK w brytyjskim Burnaston.
Samochód jest standardowo wyposażony w pakiet systemów bezpieczeństwa czynnego Toyota Safety Sense drugiej generacji. W 2019 roku Toyota Corolla otrzymała maksymalny wynik 5 gwiazdek w testach zderzeniowych Euro NCAP. Samochód zdobył odpowiednio 95% i 84% za bezpieczeństwo dorosłych pasażerów i dzieci oraz 86% w zakresie ochrony pieszych.

### Lifting
W czerwcu 2022 roku samochód przeszedł delikatną modernizację. Objęły one m.in. wykończenie wlotu powietrza do chłodnicy, obramowanie świateł przeciwmgielnych oraz reflektory bi-LED, dostępne dla bogatszych wersji hatchbacka i kombi.

### Corolla Touring Sports
W październiku 2018 roku na salonie samochodowym w Paryżu Toyota zaprezentowała Corollę dwunastej generacji z nadwoziem kombi. Samochód będący następcą Toyoty Auris Touring Sports jest o 58 mm dłuższy do poprzednika. Auto ma również o 100 mm większy rozstaw osi, a także większą o 48 mm odległość od uśrednionej pozycji przedniego fotela do oparcia kanapy. Podobnie jak hatchbacka, Toyotę Corollę Touring Sports oparto na modułowej platformie Toyoty TNGA i przygotowano w trzech odmianach napędowych, w tym dwóch hybrydowych.

#### Corolla TREK
Na Salonie Samochodowym w Genewie 2019 Toyota zaprezentowała specjalną wersję modelu Corolla Touring Sports – TREK. Auto ma m.in. powiększony o 20 mm prześwit, dodatkowe osłony podwozia, dwukolorowe wnętrze i elementy dekoracyjne wykonane z drewna w środku.

### Corolla Sedan
W listopadzie Toyota zaprezentowała Corollę Sedan. Konstrukcję oparto na nowej platformie GA-C z serii TNGA, dzięki czemu auto ma niżej umieszczony środek ciężkości i 60% sztywniejsze nadwozie. Sedan ma wydłużony rozstaw osi do 2700 mm, podobnie jak odmiana kombi. Auto w tej wersji nadwoziowej będą napędzać układ hybrydowy o mocy 122 KM oraz silnik benzynowy 1,6 o mocy 132 KM.
Corolla Sedan oferowana będzie w trzech wersjach stylistycznych:
- Na rynek Europy i Chin – inna stylizacja pasa przedniego i reflektorów.
- Na rynek Ameryki Północnej – takie same lampy, jak w innych odmianach, ale większy wlot powietrza i znaczek na masce.
- Na rynek Chin, jako tańsza alternatywa dla klasycznej Corolli Sedan, pod nazwą Levin – identyczny przód co w innych wersjach.

### Corolla GR Sport
Na początku 2019 roku zadebiutowała usportowiona z wyglądu odmiana „GR Sport”. Wersja specjalna otrzymała m.in. nowy grill w kolorze ciemnego chromu, nakładki na progi, inny bardziej sportowo wyglądający zderzak z tyłu, specjalny wzór 17 calowych felg, dostępne w wyposażeniu standardowym przednie światła LED, przyciemniane szyby, światła przeciwmgielne, a także lakierowany na czarny dach. We wnętrzu znajdziemy pokryte skórą sportowe fotele czy też czarno-czerwone akcenty. Równocześnie ze zmianami stylistycznymi nie poszły żadne. Początkowo wersja „GR Sport” była dostępna tylko w przypadku nadwozia hatchback i kombi, jednak w połowie 2020 roku do oferty dołączyła również odmiana sedan.

### Silniki
| Silnik                          | Symbol   | Pojemność skokowa [cm³] | Moc maksymalna [KM] przy obr./min | Maks. moment obrotowy [Nm] przy obr./min | Układ i liczba cylindrów | liczba zaworów | Nadwozie                    |
| ------------------------------- | -------- | ----------------------- | --------------------------------- | ---------------------------------------- | ------------------------ | -------------- | --------------------------- |
| 1.2T VVT-iW                     | 8NR-FTS  | 1197                    | 116/5200                          | 185/1500                                 | R4                       | 16             | Hatchback/Kombi (2019-)     |
| 1.5 VVT-i                       | M15A-FKS | 1490                    | 125/6600                          | 153/4800                                 | R3                       | 12             | Sedan (2020-)               |
| 1.6 Valvematic                  | 1ZR-FAE  | 1598                    | 132/6400                          | 160/4400                                 | R4                       | 16             | Sedan (2019-2020)           |
| 1.8 Hybrid                      | 2ZR-FXE  | 1798                    | 122/5200*                         | 142/3600                                 | R4                       | 16             | Sedan/HB/Kombi (2019-2022)  |
| 1.8 Hybrid                      | 2ZR-FXE  | 1798                    | 140/5200*                         | 245/3600                                 | R4                       | 16             | Sedan/HB/Kombi (2023-)      |
| 2.0 Hybrid                      | M20A-FXS | 1987                    | 180/6000*                         | 190/4400–5200                            | R4                       | 16             | Hatchback/Kombi (2019-2022) |
| 2.0 Hybrid                      | M20A-FXS | 1987                    | 196/6000*                         | 286/3750                                 | R4                       | 16             | Hatchback/Kombi (2023-)     |
| 2.0 DVVT-iE                     | M20A-FKS | 1998                    | 170/6600                          | 205/4400                                 | R4                       | 16             | Hatchback(USA)              |
| * łączna moc układu hybrydowego |          |                         |                                   |                                          |                          |                |                             |

### Sprzedaż w Polsce
| Rok  | Sprzedaż (szt.) | Pozycja | Udział w rynku |
| ---- | --------------- | ------- | -------------- |
| 2019 | 19 699          | 2       | 3,5%           |
| 2020 | 17 508          | 2       | 4,1%           |
| 2021 | 22 095          | 1       | 4,9%           |
| 2022 | 21 371          | 1       | 5,09%          |
| 2023 | 26 850          | 1       | 5,65%          |
| 2024 | 28 885          | 1       | b.d.           |